# Bundesautobahn 44
De Bundesautobahn 44 (kort BAB 44, A44 of 44) is een Duitse autosnelweg die loopt, regelmatig onderbroken, vanaf de Belgische grens (A3/E40) bij Aken verder via Mönchengladbach, Düsseldorf, Bochum en Dortmund naar Kassel. Het vervolg naar Herleshausen (A4) bij Eisenach bevindt zich grotendeels in bouw.
In de omgeving van het Ruhrgebied draagt de weg ook de naam DüBoDo, waarmee aangegeven wordt dat de bedoeling is om in de toekomst Düsseldorf, Bochum en Dortmund met elkaar te verbinden.

## Verloop

### Aken tot Mönchengladbach
De A44 begint bij de grens met België als vervolg van de vanuit Luik komende Belgische A3 in Lichtenbusch, een Belgisch/Duits dorp bij de grens. Het loopt vervolgens de stad Aken voorbij en kruist bij Kreuz Aachen de A4 (Heerlen - Keulen - Olpe), waar ook aansluiting is op de A544 richting het centrum van Aken (Europaplatz). Na Aken wordt de laagvlakte van de Jülich-Zülpicher Börde doorkruist, voordat het eerste deel bij Dreieck Jackerath de A61 (Venlo - Koblenz - Mannheim) bereikt wordt.
Het aansluitende deel tot Kreuz Holz werd vanaf 2005 door de bruinkoolmijn Garzweiler afgegraven en in 2018 samen met een nieuw knooppunt Jackerath iets verder oostelijk met 2x3 rijstroken heropend. Doordat dit trajectdeel ontbrak, heette beide knooppunt voor dertien jaar in plaats van Kreuz(viertaks), Dreieck (drietaks). Het nieuwe deel neemt als omleiding het verkeer van de A61 tussen Jackerath en Dreieck Mönchengladbach-Wanlo over, die door de westelijke uitbreiding van de bruinkoolmijn in 2019 afgegraven werd. Deze omleiding wordt gecompleteerd door de A46 (Heinsberg - Düsseldorf - Wuppertal) tussen de knooppunten Wanlo en Holz, die hiervoor verbreed werd naar 2x3 rijstroken. Na het afbouwen van de bruinkoolwinning wordt de A61 teruggebouwd en verwacht wordt dat die weg in 2035 weer opengaat.
Na Kreuz Holz bevindt zich nog een kort stukje van de A44, dat al bij de volgende afrit Mönchengladbach-Odenkirchen eindigt. Het verder bouwen van de oostelijke randweg om Mönchengladbach wordt tegenwoordig niet meer vervolgd.

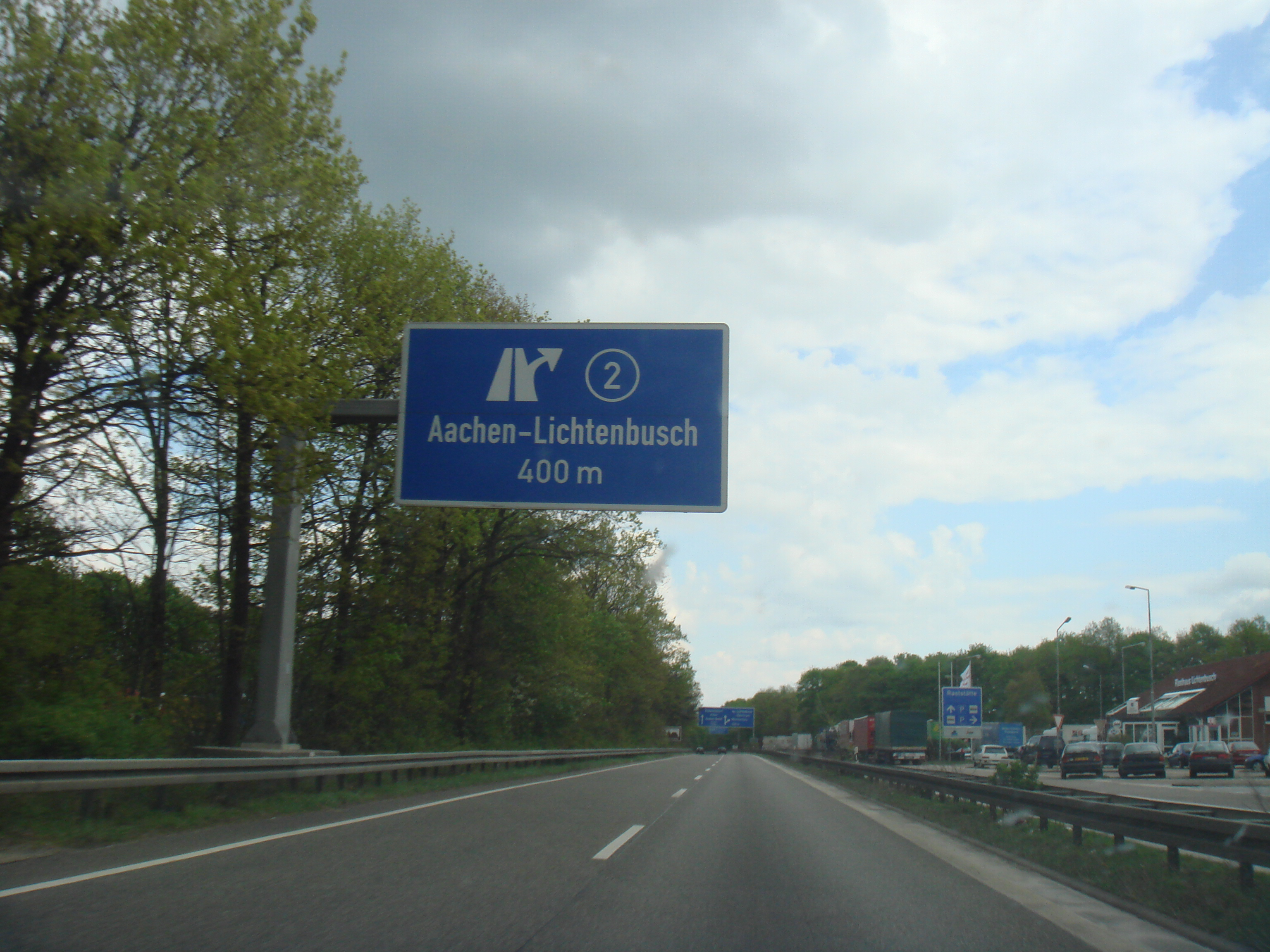
Begin van de snelweg bij grensovergang Lichtenbusch. (2010)
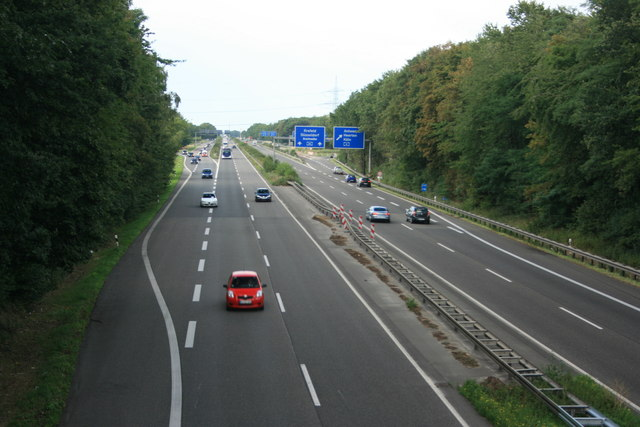
A44 bij Kreuz Aachen voor de ombouw. (2010)

### Mönchengladbach tot Essen
Bij aansluiting Mönchengladbach-Ost begint een verder deel van de A44. Vrij direct na het begin van de snelweg volgt Kreuz Neersen waar onder de A52 (Roermond - Düsseldorf) door wordt gegaan. Na een kort verloop richting het noorden buigt de snelweg af naar het oosten en gaat ten zuiden van Krefeld langs en kruist bij Kreuz Meerbusch de A57 (Nijmegen - Keulen).
Vanaf hier vormt de A44 het noordelijke deel van de snelwegring om de Noordrijn-Westfaalse hoofdstad Düsseldorf. Hier gaat de weg door meerdere tunnels, gaat over de Rijn met de Flughafenbrücke en ontsluit zowel de Messe Düsseldorf als ook de Flughafen Düsseldorf. Bij Kreuz Düsseldorf-Nord wordt opnieuw de A52 gekruist, die door het stadsgebied van Düsseldorf onderbroken is en verder richting Essen loopt. Enkele kilometers verder eindigt de A44 bij Kreuz Ratingen-Ost op de A3 (Arnhem - Passau).
Het trajectdeel van Ratingen tot het begin van het volgende deel bij Heiligenhaus bevindt zich in bouw en zal eind 2021/begin 2022 geopend worden.
Bij de afrit Heiligenhaus begint de A44 opnieuw. Na de Tunnel Birth buigt bij Dreieck Velbert-Nord de A535 naar Wuppertal af, aansluitend gaat de weg door de Essense stadsdeel Kupferdreh. Na het overbruggen van de Ruhr met de Theodor-Heuss-Brücke in het stadsdeel Heisingen eindigt dit A44-deeltraject.
Oorspronkelijk zou de A44 bij Kupferdreh via Bochum-Dahlhausen en -Weitmar naar het volgende gereed zijnde deel in het zuidoosten van Bochum lopen. Hoewel dit trajectdeel voor lange tijd een hoge prioriteit had, besloot men dit trajectdeel toch niet op te nemen in het Bundesverkehrswegeplan 2003. In plaats daarvan zou de snelweg via de A52 en A40 geleid worden.

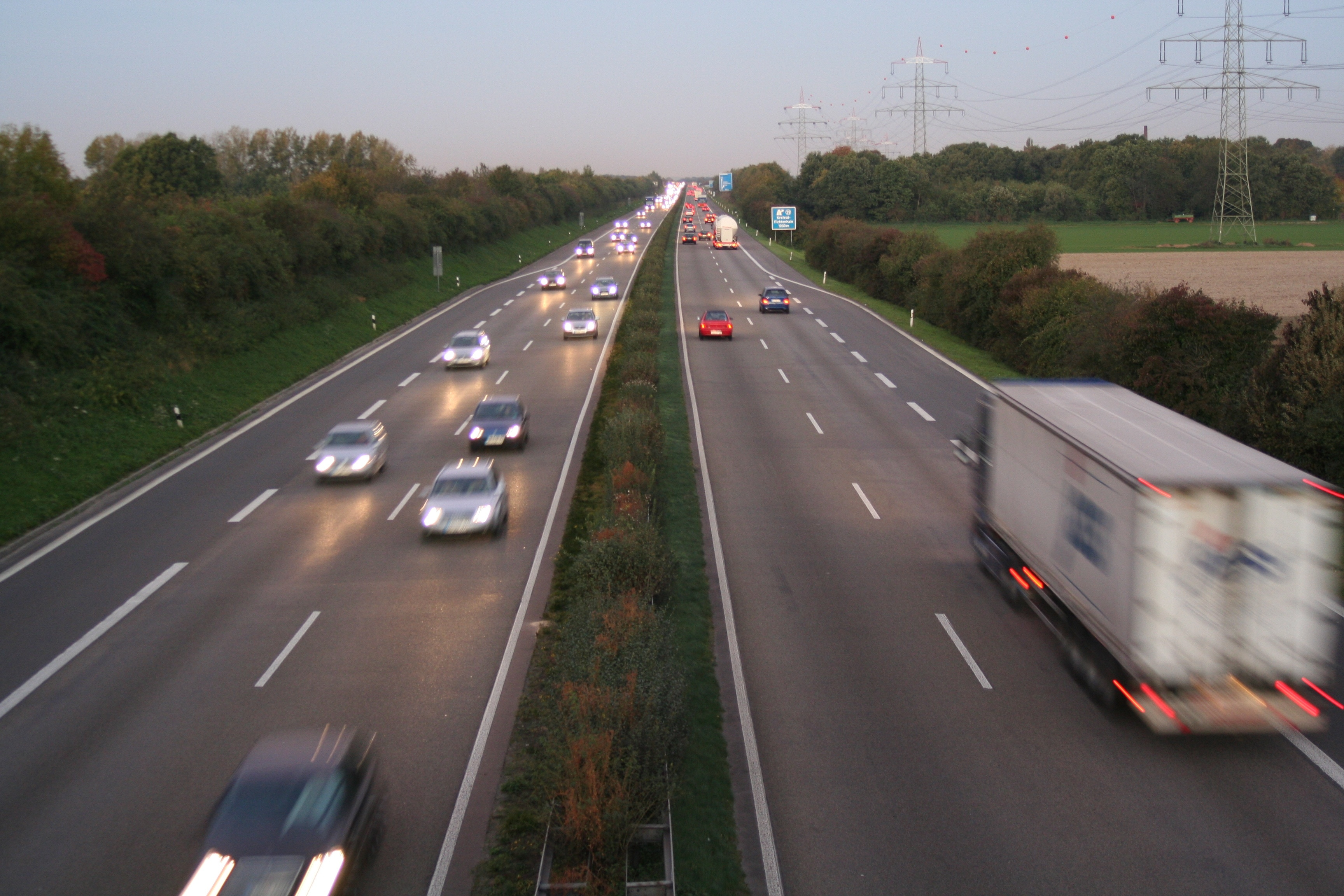
A44 tussen Krefeld en Osterath. (2005)
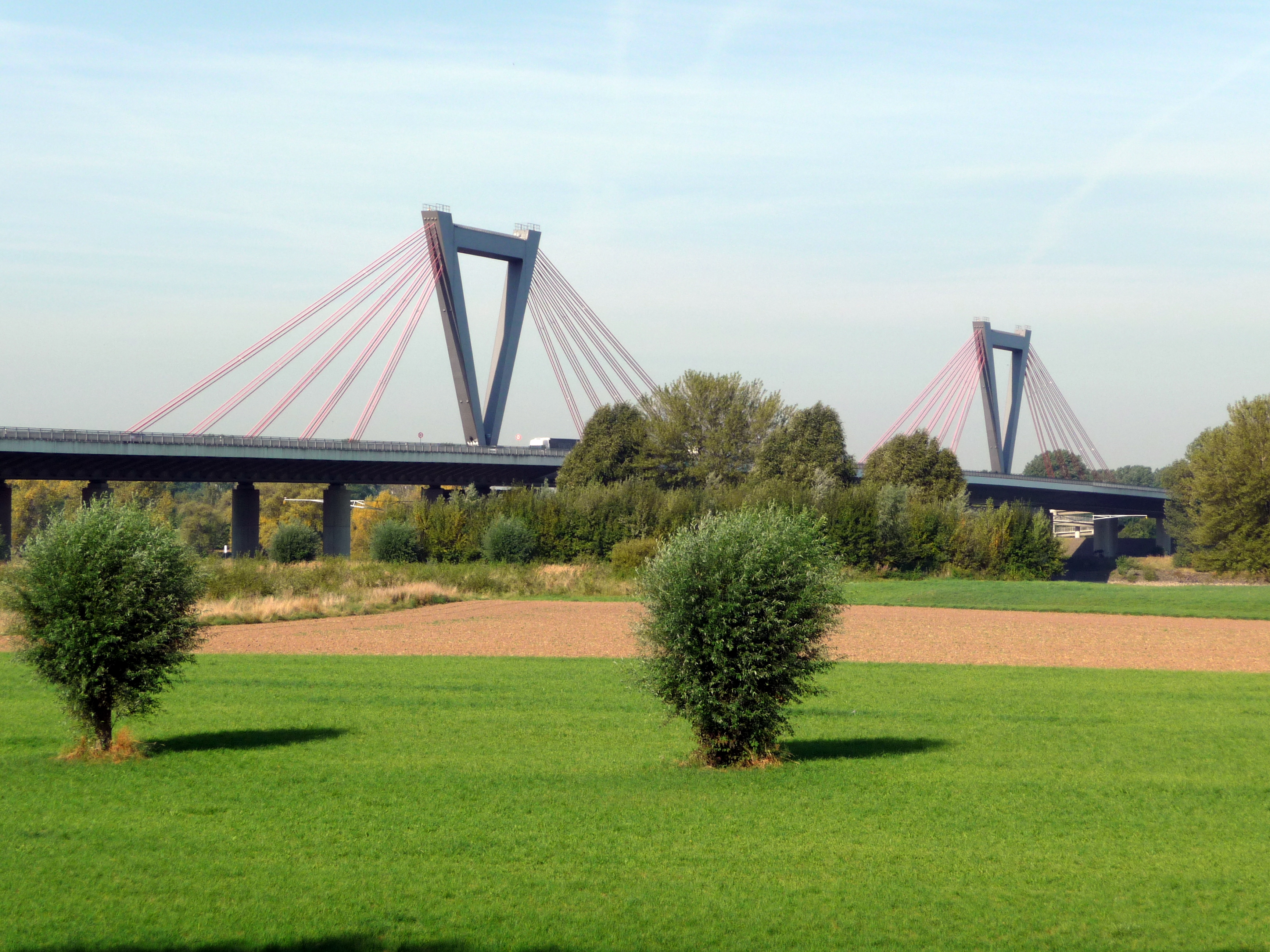
De Flughafenbrücke over de Rijn bij Düsseldorf. (2009)
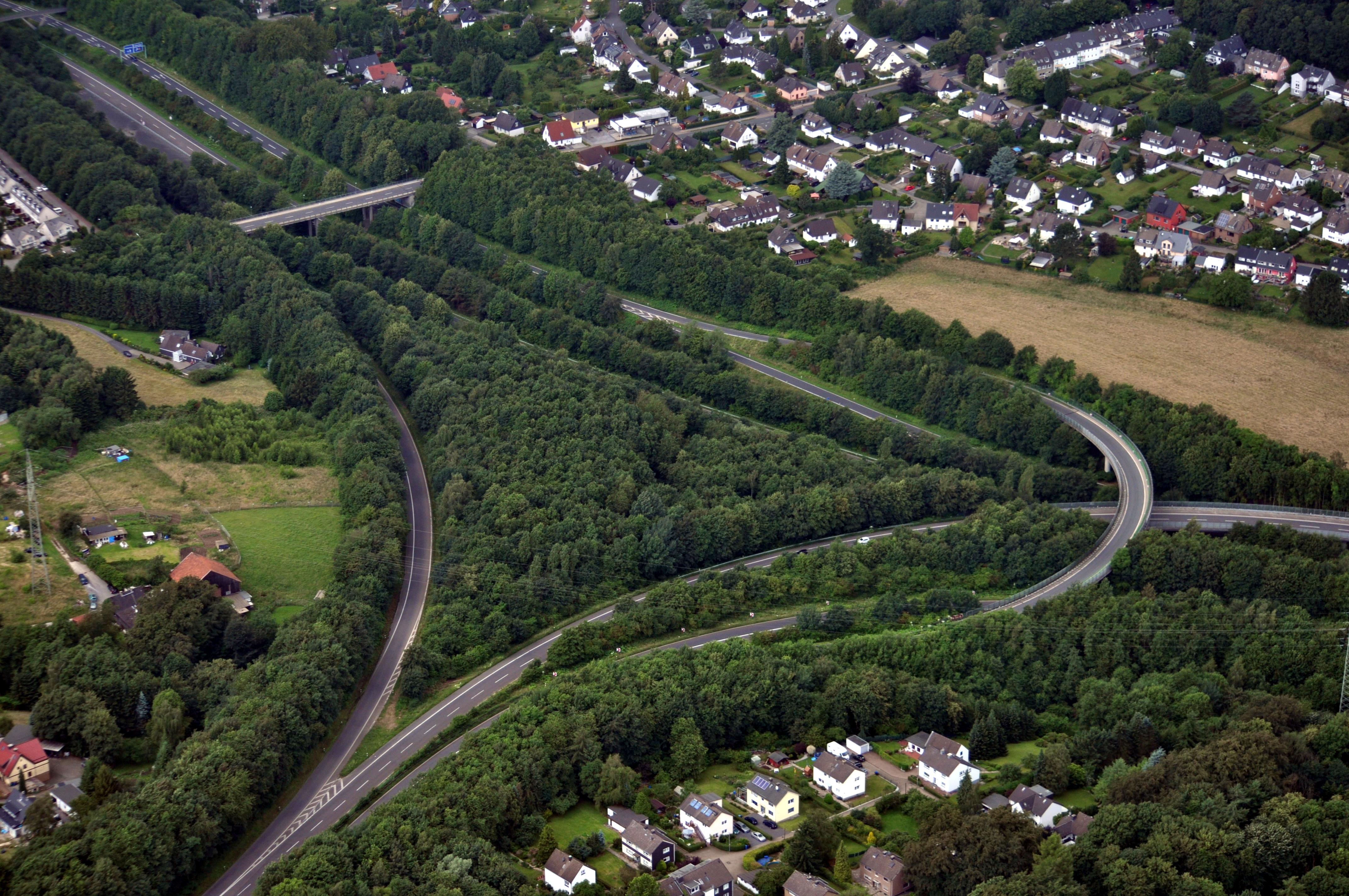
Dreieck Velbert-Nord. (2016)

### Bochum tot Dortmund
Het gereed zijnde deel Bochum - Dortmund verbindt als een van de vier mogelijkheden de A43 (Münster en de A45 (Dortmund - Frankfurt am Main. Tegelijk verbindt de A44 de stad Witten met het snelwegennet. Bij de jaarwisseling van 2016-2017 werd dit trajectdeel bij de A448 gevoegd, echter de omnummering op de bewegwijzering vindt pas plaats zodra de A448 volledig gereed is. De planning voor een verlenging naar het volgende bestaande deel naar Unna werd al in de jaren 70 geschrapt. De bouwvoorbereidingen bij Kreuz Dortmund/Witten zijn nog steeds te herkennen. In plaats daarvan zal het vervolg van de A40, de B1, tot het volgende trajectdeel van de A44 bij Unna tot snelweg worden omgebouwd.

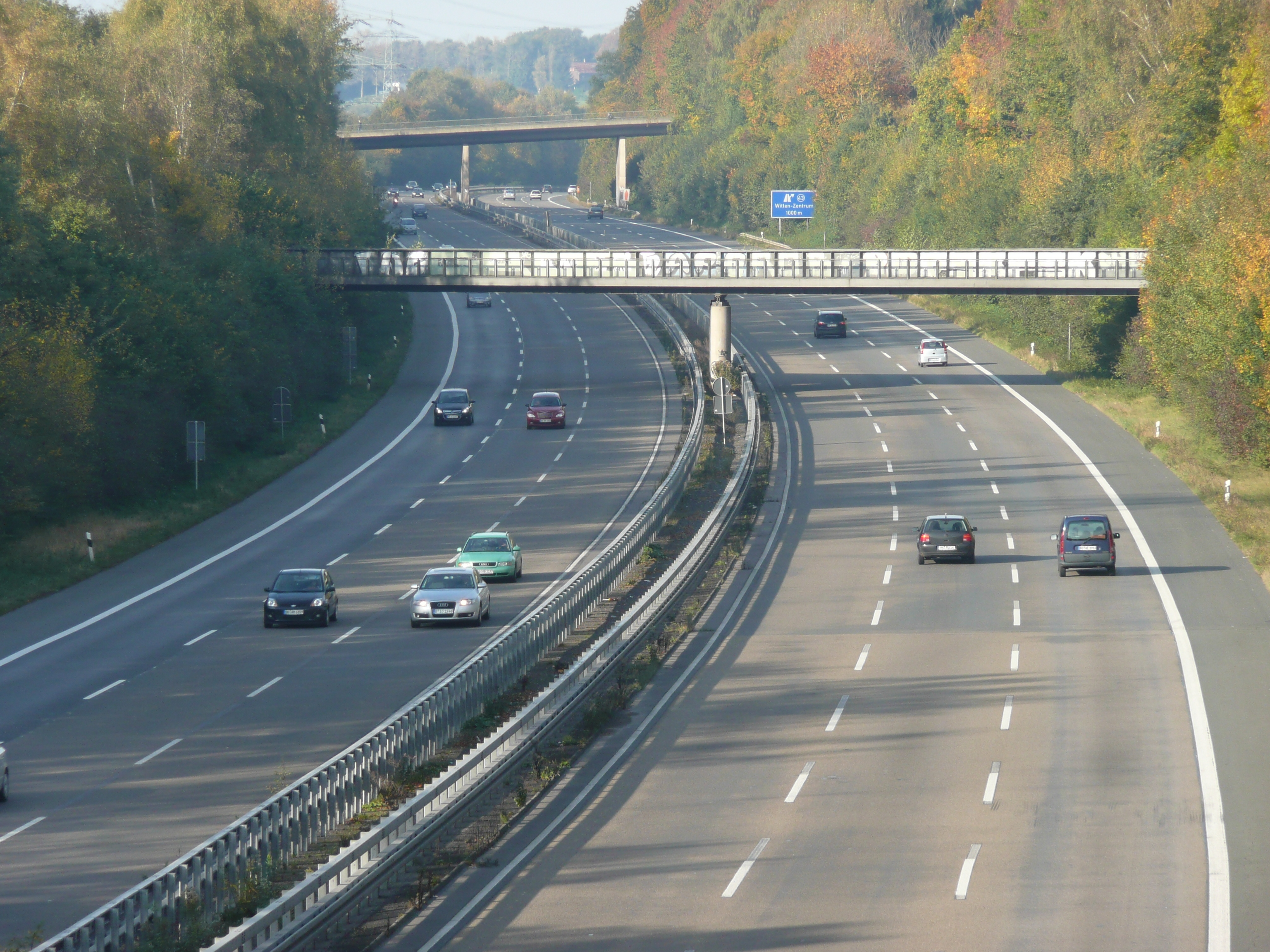
De A448 (voorheen A44) bij Witten. Hier kruist de voormalige spoorlijn Rheinischer Esel de A448. (2008)

### Dortmund tot Kassel
Bij Kreuz Dortmund/Unna, waar de A1 (Heiligenhafen - Saarbrücken) gekruist wordt, begint momenteel het langste trajectdeel van de A44 naar Kassel. De A44 begint als vervolg van de B1 vanuit het centrum van Dortmund, die tot de eerste afrit Holzwickede als snelweg gecategoriseerd is (inclusief blauwe bewegwijzering). Ongeveer vanaf Kreuz Dortmund/Unna verloopt de snelweg in de overgang van het Sauerland in het zuiden en de Soester Börde in het noorden. Na de randweg om Unna gaat de weg langs de Haar in oostelijke richtingen. Bij Kreuz Werl kruist de A44 de A445, die naar Arnsberg en als A46 verder naar Bestwig in Hochsauerland voert. Aansluitend wordt Soest bereikt. Hierna verloopt de A44 over de hoogvlakte Sintfeld zuidelijk van Paderborn. Bij de aansluiting Büren bestaat een verbinding naar de Flughafen Paderborn Lippstadt. Bij Kreuz Wünnenberg-Haaren eindigt de van Bielefeld/Paderborn komende A33, die als B480 verder naar Brilon voert.
Na het knooppunt wordt in totaal driemaal de grens tussen Noordrijn-Westfalen en Hessen gekruist, alvorens de A44 na Warburg uiteindelijk het grondgebied van Hessen bereikt. Daarbij gaat het traject over enkele dalbruggen, waaronder de Westfaalse Talbrücke Twiste, door het heuvelige Noord-Hessen en vervolgens wordt Kassel bereikt. Hier gaat de A44 bij Kreuz Kassel-West onder de A49 (Kassel - Neuental) door, alvorens de weg via de Fuldatalbrücke Bergshausen de Fulda kruist. Bij Dreieck Kassel-Süd eindigt dit A44-deel op de A7 (Flensburg - Füssen).

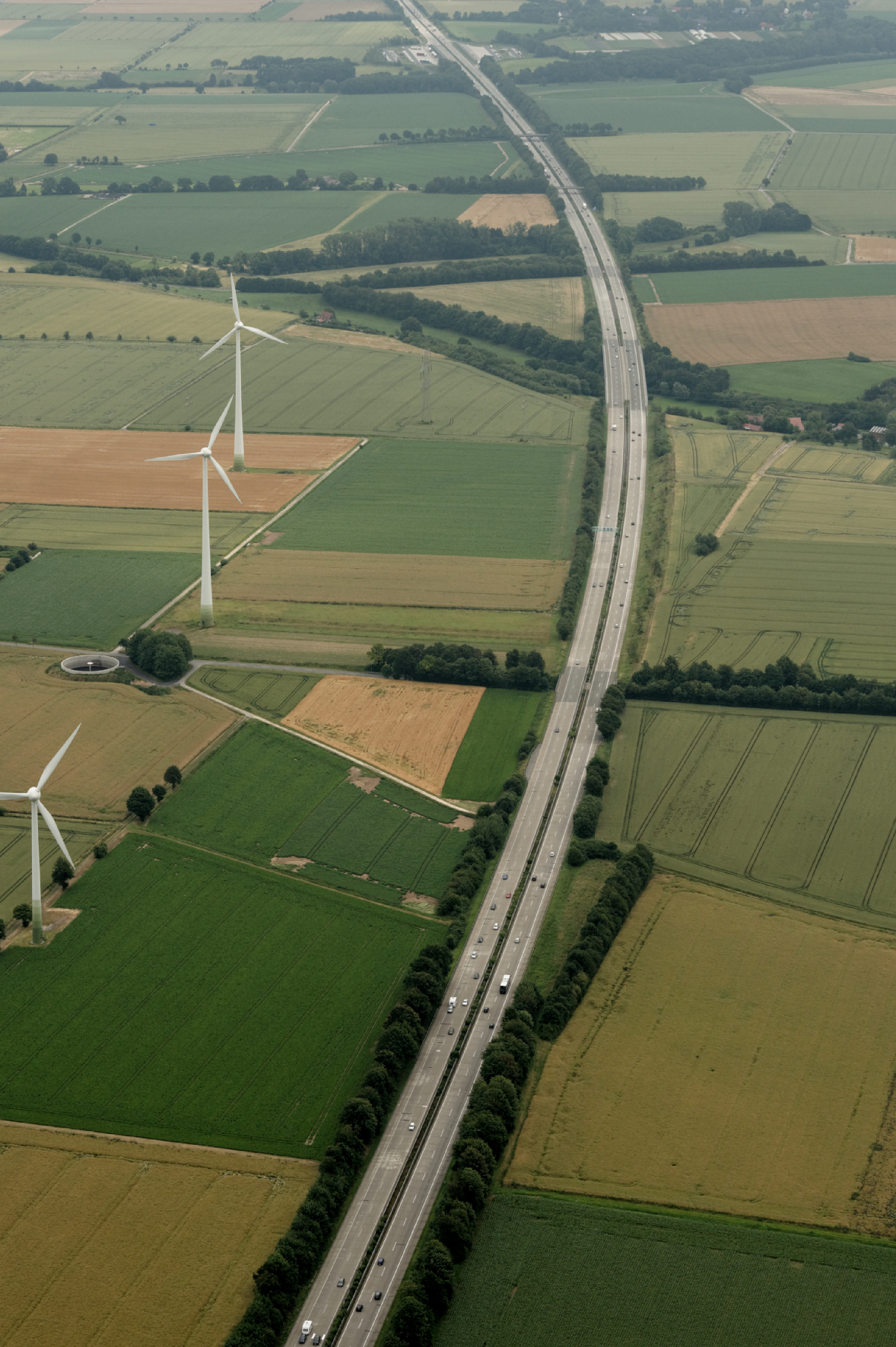
De A44 tussen Dortmund en Soest. (2014)
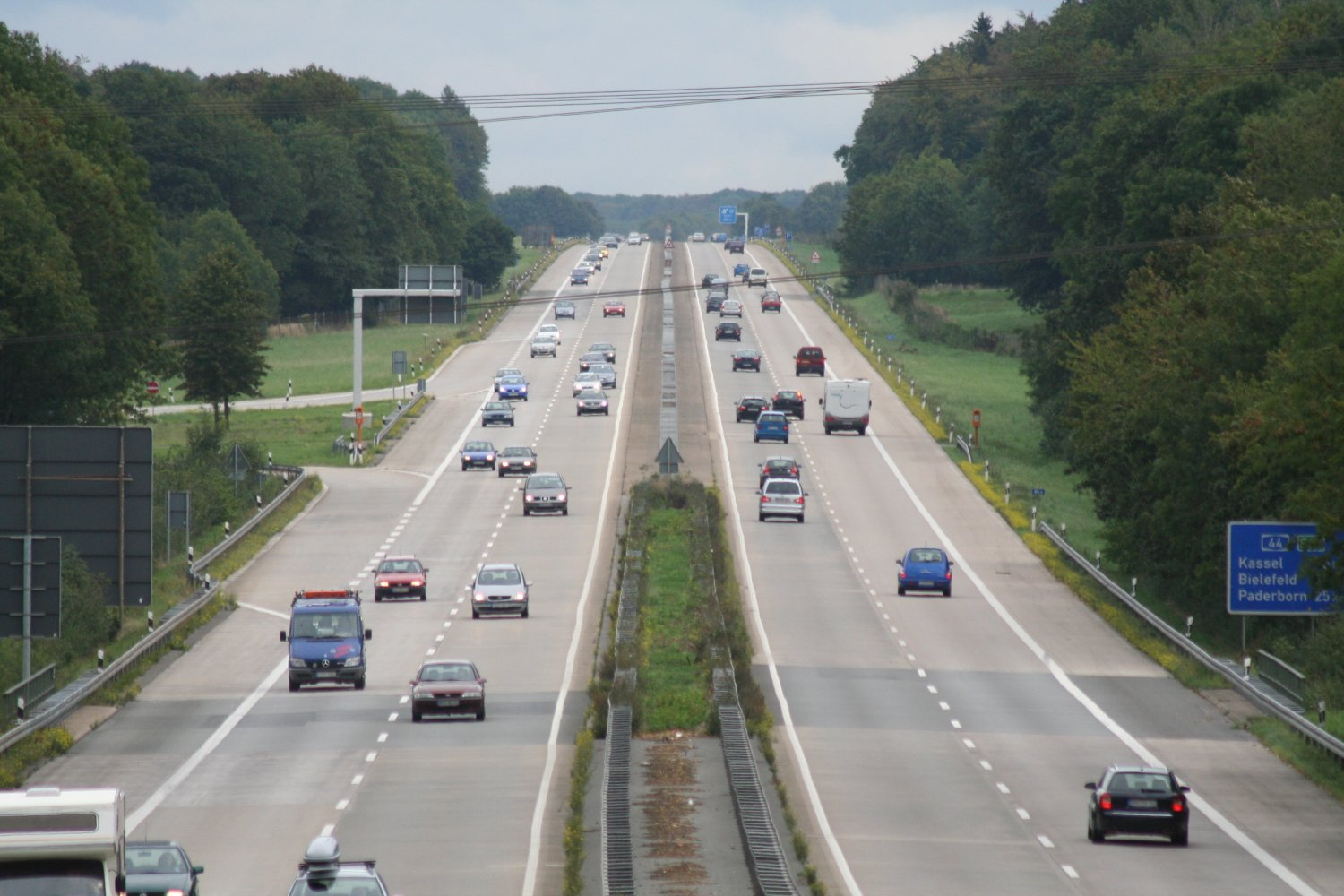
De voormalige snelweg-noodvliegveld bij Geseke/Büren. (2006)
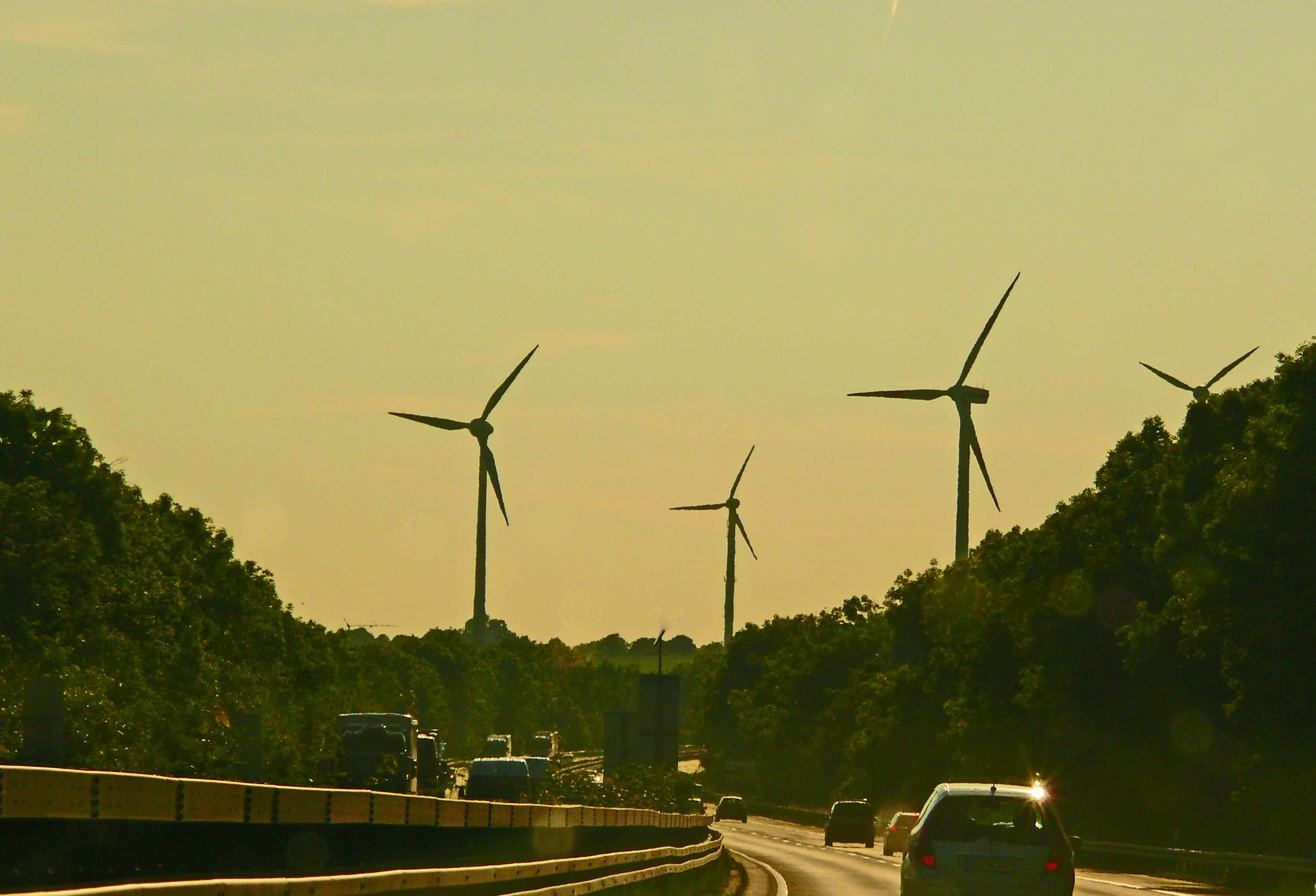
Bij Kreuz Wünnenberg-Haaren. (2014)
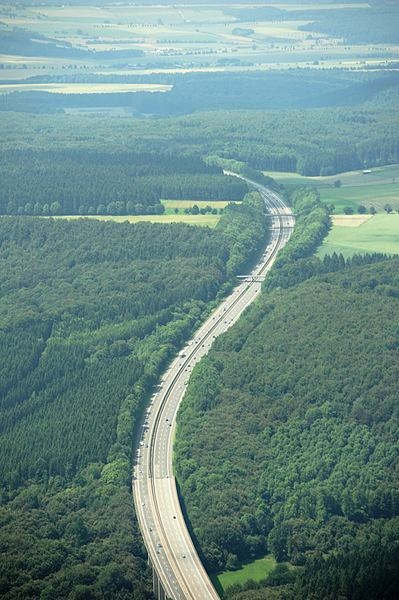
Doorkruising van de Eggegebergte. (2013)
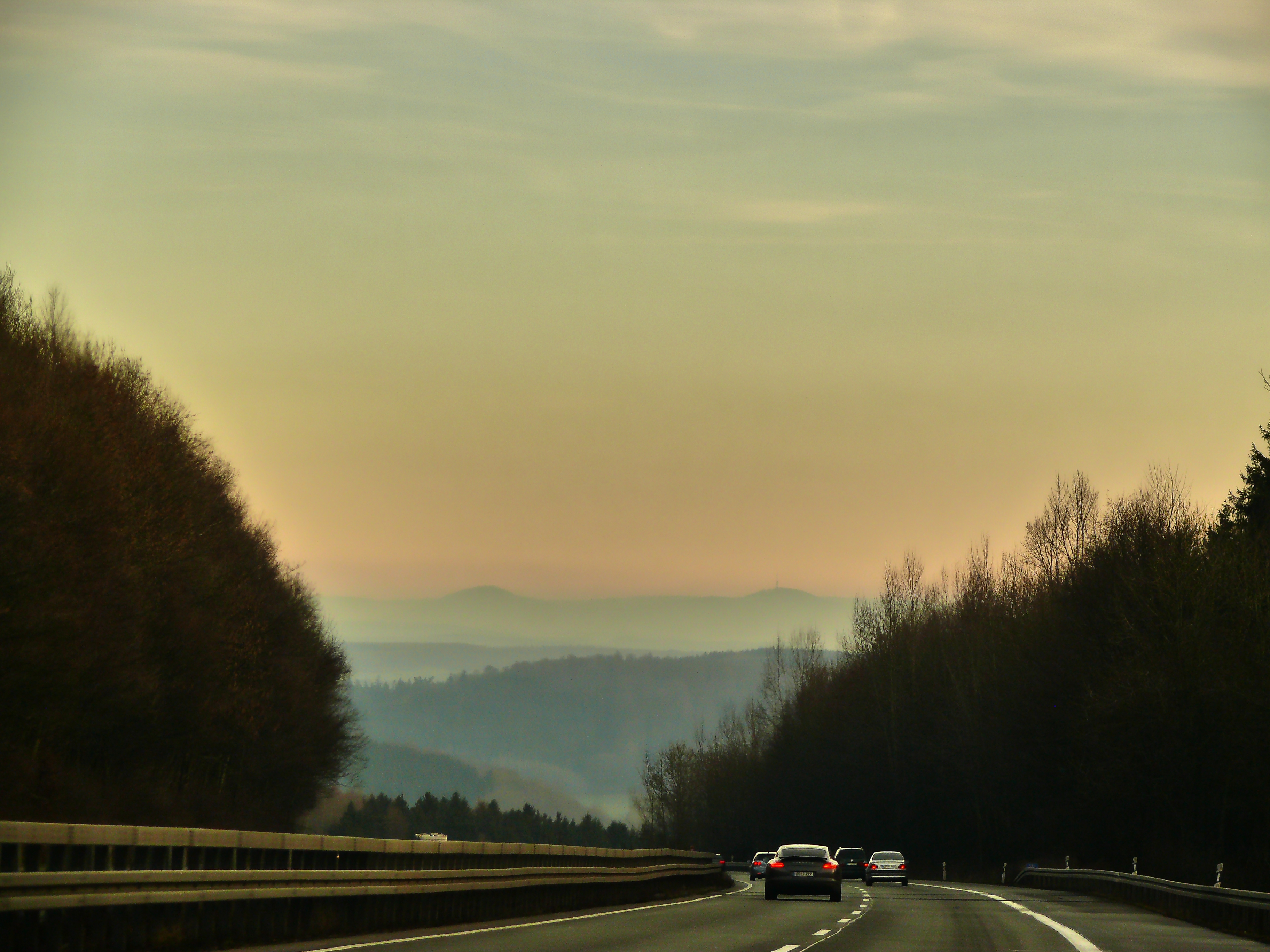
Bergpanorama in oostelijke rijrichting bij Diemelstadt. (2013)

### Kassel tot Eisenach
Het trajectdeel van Kassel tot het geplande einde aan de A4 (Kirchheim - Erfurt - Dresden - Görlitz) westelijk van Eisenach was al in de jaren 70 in de plannen opgenomen, na de Duitse hereniging werd het plan vanaf 1991 onderdeel van het Verkehrsprojekt Deutsche Einheit Nr. 15. Sindsdien bevinden zich trajectdelen in bouw of in planning, een ongeveer 17 kilometer lang deel bij Hessisch Lichtenau met vier tunnels werd in de jaren 2005, 2014 en 2018 opengesteld.

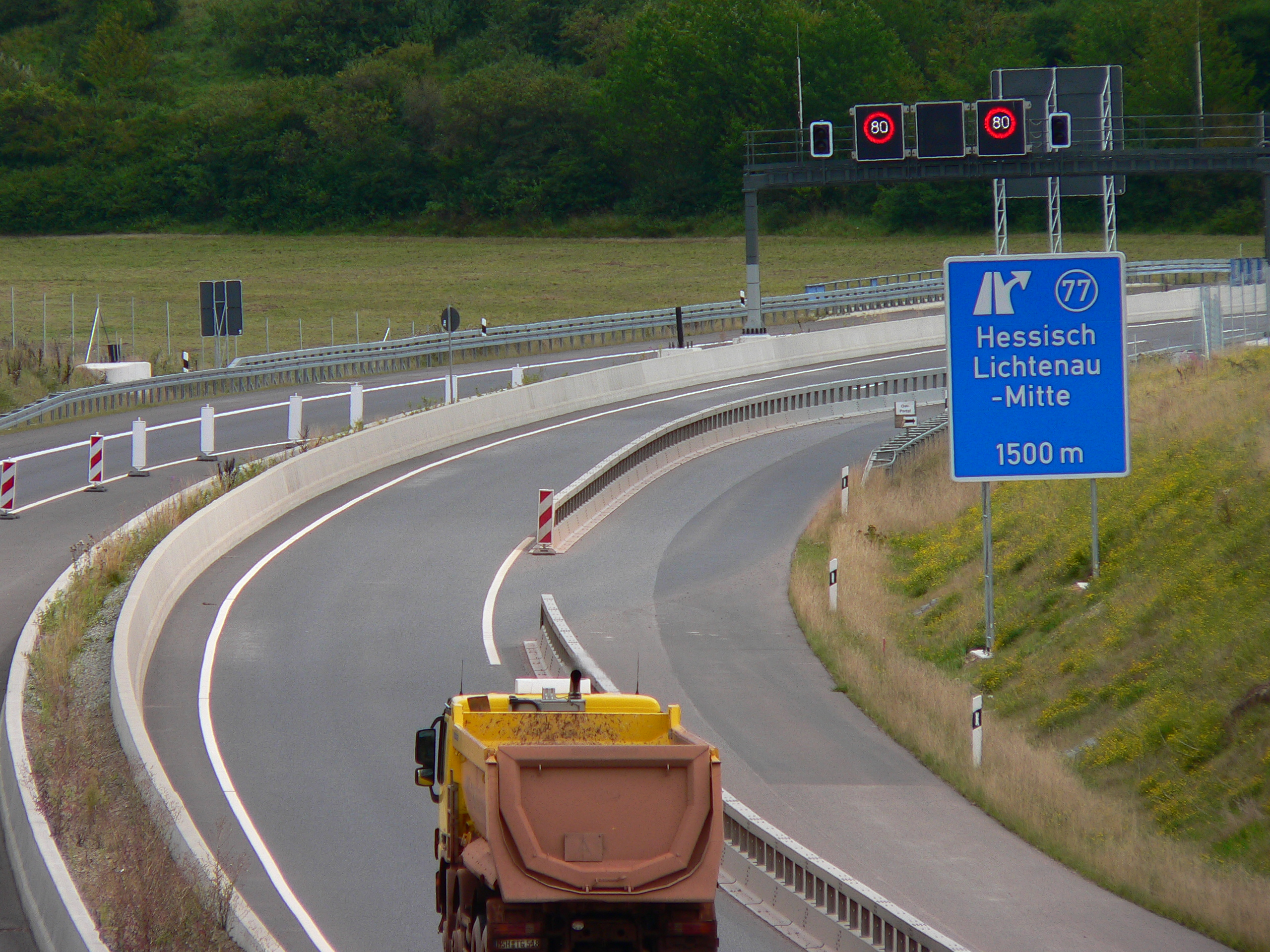
Westelijke einde van het trajectdeel bij Hessisch Lichtenau. (2014)
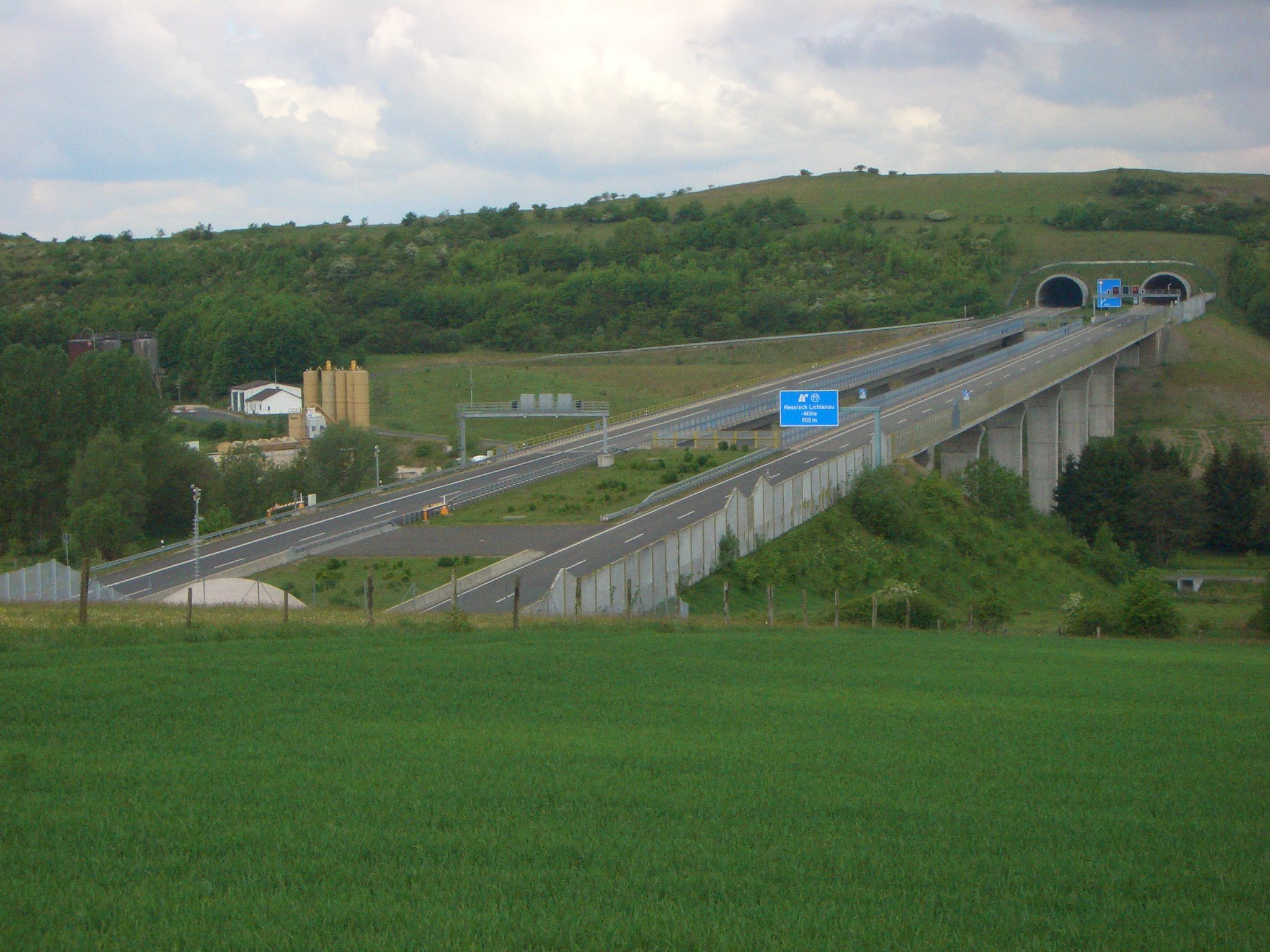
Hopfenbachtalbrücke bij Hessisch Lichtenau. (2011)

## Geschiedenis

### Plannen en bouw tot 1945

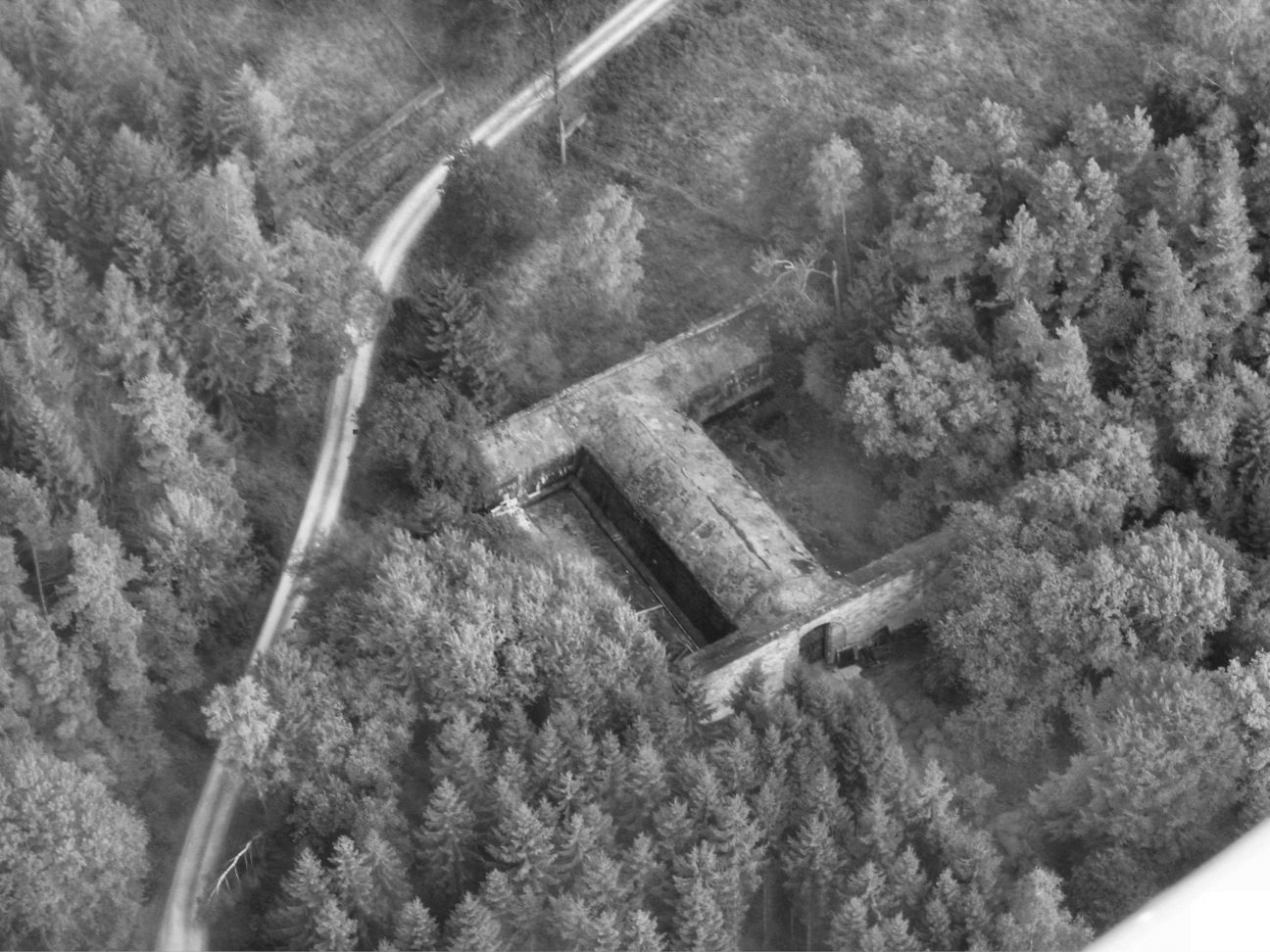
De in ruwbouw gereed zijnde snelwegbrug in de gemeente Söhrewald (2007), waar in de Tweede Wereldoorlog een Junkersfabriek bevond.

Al in de door HaFraBa e. V. in 1927 opgesteld netwerkplan voorzag een snelwegverbinding van Dortmund via Kassel tot aan Erfurt met aansluiting op het traject Frankfurt am Main - Leipzig - Dresden - Breslau (Wrocław). De nationaalsocialisten grepen het voornemen aan als onderdeel van de propaganda na de Machtergreifung in 1933. Het al geplande traject van het Ruhrgebied via Paderborn, Eisenach, Leipzig/Chemnitz, Dresden, Bautzen en Liegnitz naar Breslau werd in september 1933 als lijn F in het grondwegenplan opgenomen. In 1934 werd vervolgens een tracé bestemd die bij Hamm-Rhynern van de huidige A2 afbuigt en noordelijk van Soest, zuidelijk van Erwitte, zuidelijk van Geseke, verder via Büren, Scherfede, Wettesingen bij Warburg naar Kassel evenals verder naar Eisenach zou voeren. Daarbij werd een verbinding van Hamm in de omgeving van Ascheberg met aansluiting op het toenmalige geplande Reichsautobahntraject Bremen - Münster - Dortmund (huidige A1) in de late jaren 40 overwogen. De plannen tussen Hamm en Kassel werden snel naar voren geduwd, zodat al in 1937 met de bouw van het eerste trajectdeel bij Hamm begonnen werd.
Al was het traject door het uitbreken van de Tweede Wereldoorlog door een opgelegde bouwstop getroffen, echter konden de werkzaamheden door een uitzonderingsregeling weer opgepakt respectievelijk voortgezet worden. Bij het volledig staken van de werkzaamheden in 1942 waren brugbouwwerkzaamheden over 7,7 kilometer in de omgeving van Hamm evenals bij Kassel de brug over de A7 en de Fulda deels of volledig gereed, de omvangrijke grondverzetting evenals verdere voorbereidende werkzaamheden op het deel Hamm - Erwitte (Reichsstraße 1) uitgevoerd.
Ook voor de verbinding van Kassel verder tot Eisenach werden de ontwerpen uitgewerkt en het traject voor de bouw vrijgegeven. De bouwwerkzaamheden moesten door de oorlog ten gunste van de snelweg Eisenach - Bad Hersfeld ("Strecke 81", tegenwoordig A4) eveneens worden gestaakt, zodat alleen in Söhrewald bij Kassel een brug en bij Herleshausen een onderdoorgang onder de huidige A4 gereed waren.
Bij de tot 1938 naar 7000 kilometer gegroeide geplande Reichsautobahnnet hoorde ook de verbinding, die zuidelijk van Dortmund van de Reichsautobahn Kamen - Leverkusen (huidige A1) afbuigt en via Düsseldorf naar de omgeving van Aken gevoerd zou worden. In een in 1935 van de firma OLEX gepubliceerde kaart was het trajectdeel tussen Ratingen en Wittingen als "in bouw of voor bouw vrijgegeven" opgenomen. Het afronden van de werkzaamheden op dit deel noch een ander deel van de verbinding Aken - Düsseldorf - Dortmund kwam het voor het einde van de Tweede Wereldoorlog echter niet.
De Reicchsautobahn had tijdens de bouw verschillende nummers: het traject tussen Hamm-Rhynern en Warburg heette "Strecke 77", het traject Warburg - Kassel "Strecke 75" en het traject Kassel - Eisenach "Strecke 78". De verbinding Mönchengladbach - Duisburg/Oberhausen was als "Strecke 112" en Mehren - Aken - Mönchengladbach als "Strecke 95" in voorbereiding. De trajecten 77 en 78 kregen toen ze in gebruik werden genomen het nummer 57.

### Na de Tweede Wereldoorlog

#### Dortmund - Eisenach

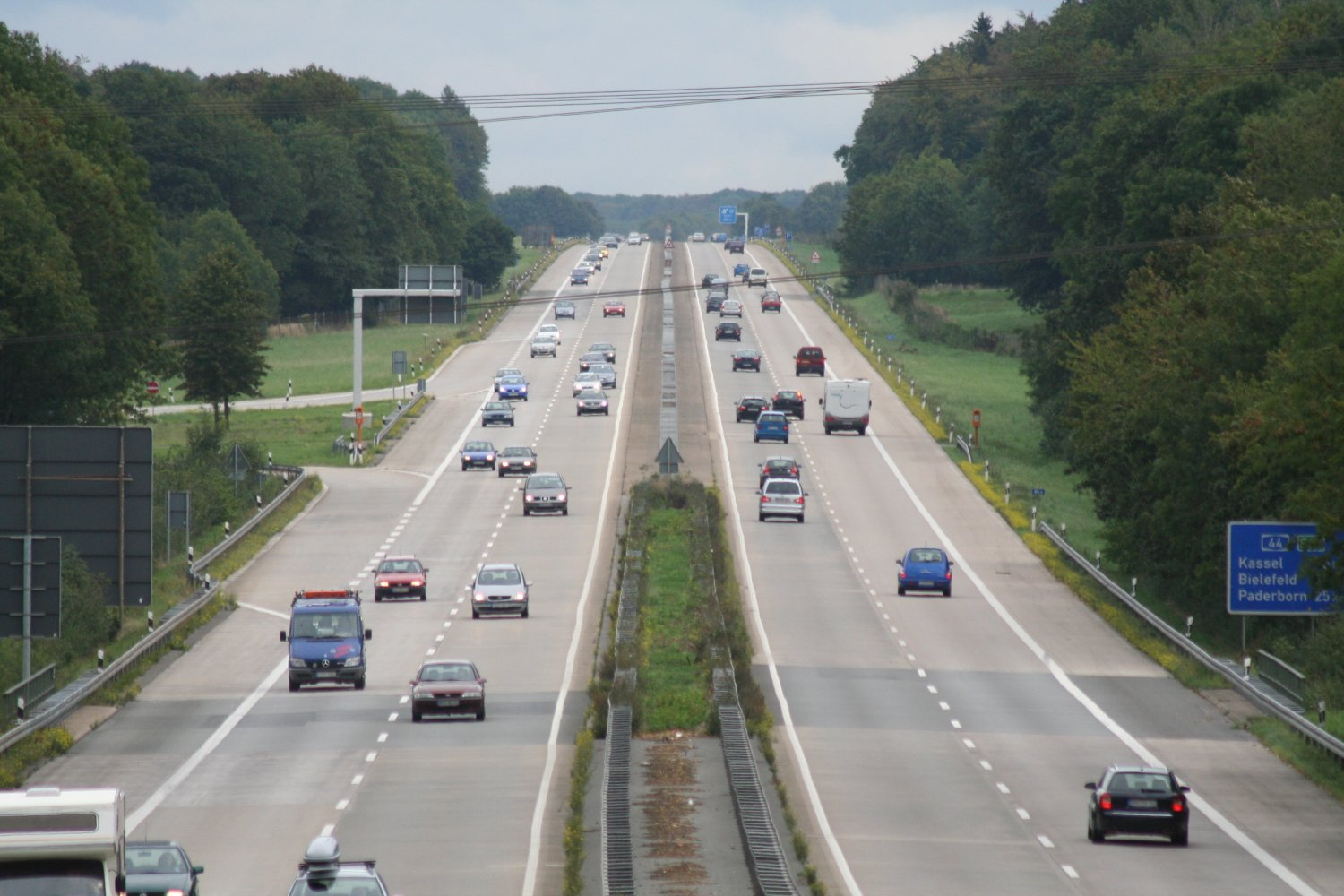
Voormalige snelweg-noodvliegveld III/4 in de A44 tussen de aansluitingen Büren en Geseke. (2006)

Na het einde van de Tweede Wereldoorlog werd de bouw van de snelweg pas hervat nadat het geplande tracé werd onderzocht. In 1959 en 1963 werd opdracht gegeven voor het doen van een verkeersonderzoek. In 1961 richtte de Landschafsverband Westfalen-Lippe een "Autobahneubauamt Rhynern-Kassel" in Soest op. Het resultaat van de verkeersonderzoeken gaven aan dat het tracé in de omgeving Hamm - Erwitte veranderd moest worden en de snelweg in plaats daarvan van Dortmund zuidelijk van Unna, Werl en Soest verlopen zou. Daarmee was de al begonnen bouw bij Hamm overbodig geworden. Terwijl de snelwegbouw tussen Dortmund en Kassel per trajectdeel vanaf 1965 snel plaatsvond, kreeg de bouw van het traject Kassel - Eisenach door de Duitse deling geen prioriteit meer.
Het eerste überhaupt vrijgegeven trajectdeel van de A44 was in 1963 de verbinding tussen Aken-Brand en Kreuz Aachen. In 1964 werd de verdere verbinding van Aken-Brand tot de Belgische grens geopend. In het wegenplan voor de bouw van federale wegen in de periode 1971 tot 1985 had het trajectdeel het interne nummer "Autobahn 15" gekregen.
De werkzaamheden tussen Kassel en Dortmund begonnen aansluitend in 1964 op basis van de vooroorlogse plannen aan de Hessische kant westelijk van Kassel. Het eerste trajectdeel van Burghasungen (nabij huidige aansluiting Zierenberg) tot de aansluiting op de snelweg Hannover - Kassel - Bad Hersfeld (tegenwoordig Dreieck Kassel-Süd) was in 1968 gereed. Vanaf 1970 werd de snelweg in westelijke richting stap voor stap verlengd, eerst tot Breuna, in 1971 tot Diemelstadt en in 1972 tot Wünnenberg. Vanuit Dortmund werd eveneens gebouwd aan de snelweg richting het oosten. In 1972 kon het trajectdeel vanaf de snelweg Bremen - Dortmund - Keulen (tegenwoordig Kreuz Dortmund/Unna) tot aansluiting Soest-Ost vrijgegeven worden. Dit trajectdeel werd eerst als zuidelijke parallel van de B1 langs de Haarstrang gebouwd om de B1 te ontlasten, die vooral door recreatieverkeer vanuit het Ruhrgebied richting Sauerland en in het bijzonder het zuidelijk van Soest gelegen Möhnesee sterk overbelast was en in de weekenden regelmatig files ontstonden. De onderbreking tussen beide trajectdelen werd in 1975 gesloten en sindsdien is de snelweg tussen Dortmund en Kassel volledig te gebruiken.
Tussen de aansluitingen Geseke (59) en Büren (60) werd een snelweg-noodvliegveld aangelegd. De snelweg is hier kaarsrecht en vlak, met uitneembare geleiderails (daaronder bevindt zich beton) uitgerust, kort gehouden beplanting in de bermen en wordt niet door hindernissen overspannen (bruggen of hoogspanningskabels). De hoogspanningsmasten direct bij het westelijke uiteinde van de landingsbaan zijn als hindernis voor vliegtuigen rood-wit geschilderd. Het trajectdeel zou als noodvliegveld voor militaire transporten van de United States Air Force dienen, die tijdens een conflict met het Warschaupact non-stop als vliegveld voor vliegtuigen vanuit de VS zou dienen. Aan beide einde van dit trajectdeel bevinden zich grote parkeerplaatsen, die dan voor het laden en keren van vliegtuigen gebruikt konden worden. In 2009 werden de eenvoudige geleiderails door een normale, dubbele geleiderails vervangen zodat het noodvliegveld niet langer zonder meer gebruikt kan worden.

#### Aken - Dortmund
Tussen Kreuz Aachen en het huidige Kreuz Holz was de bouw als snelwegachtige vierstrookse Bundesstraße 1 voorzien en een deel was al gereed. Vanaf Kreuz Holz tot het huidige Kreuz Neersen was met dezelfde indeling de Bundesstraße 57z gepland. Tussen Kreuz Neersen en de huidige aansluiting Krefeld-Forstwald was het traject als snelwegachtige Bundesstraße 57 voor het verkeer vrijgegeven. Van Krefeld-Forstwald tot de huidige aansluiting Düsseldorf-Stockum was de vierstrookse Bundesstraße 9 gepland. Aan de laatst genoemde aansluiting zou de Bundesstraße op de weg Düsseldorf - Duisburg, intern "Autobahn 170" genoemd, uitmonden. Tussen aansluiting Düsseldorf-Stockum en het huidige Kreuz Düsseldorf-Nord was geen verbinding voorzien. Tussen Kreuz Düsseldorf-Nord, Bochum en Dortmund was een snelweg onder de interne naam "Autobahn 140" voorzien. Het traject zou aansluitend oostelijk van Unna volgens een parallel tracé van de huidige A44 op de snelweg Dortmund - Kassel - Eisenach eindigen en had intern de naam "Autobahn 16". Vanaf 1973 werd het trajectdeel van Kreuz Aachen tot Kreuz Holz opgewaardeerd als snelweg met het nummer A201, de trajectdelen van Kreuz Holz tot Dortmund werden samengevoegd tot A140.
Met de inwerkingtreding van de nieuwe snelwegnummering op 1 januari 1975 werd het trajectdeel van de Belgische grens bij Lichtenbusch tot de A59 bij Flughafen Düsseldorf als A53 genummerd, het trajectdeel van Kreuz Düsseldorf-Nord tot aan Eisenach als A44. Door de eerste wijziging van het wegenplan voor de bouw van federale wegen tussen 1971 en 1985, vastgesteld op 5 augustus 1976, werd ook het trajectdeel Aken - Düsseldorf tot A44 omgenummerd.
Op dit traject was in 1975 het trajectdeel Kreuz Aachen - Kreuz Holz gereed. In 1976 volgde het trajectdeel Osterath - Lank-Latum en in 1977 Kreuz Holz - Mönchengladbach-Odenkirchen en Neersen - Kreuz Neersen. In 1983 volgde het trajectdeel Ratingen-Schwarzbach - Ratingen-Ost en Münchheide - Krefeld-Forstwald. In 1985 werd een kort stukje in het noorden van Düsseldorf tussen Stockum en Düsseldorf-Messe evenals bij Velbert tussen Velbert-Nord en Langenberg geopend.
Tussen Bochum en Dortmund werd begin tot midden jaren 70 het deeltraject vrijgegeven dat zich tussen de A43 en A45 bevindt en Witten ontsluit. De verlenging in oostelijke richting tot Unna werd al midden jaren 70 geschrapt eveneens is sinds 2003 de westelijke verlenging naar Velbert niet meer gepland.
Tot 1990 bestond de A44 tussen Mönchengladbach en Bochum uit talrijke zeer korte trajectdelen die niet met elkaar verbonden waren. In hetzelfde jaar werd met het trajectdeel Krefeld-Forstwald - Osterath de doorgaande verbinding tussen Neersen (A52) en Meerbusch (A57) gereed gesteld. Het vervolg van de bouw in het noorden van Düsseldorf ging verder. In 1991 was de snelweg tussen Kreuz Düsseldorf-Nord en Reichswaldallee gereed, in 1992 werd de onderbreking tussen Kreuz Düsseldorf-Nord en Stockum geopend. In hetzelfde jaar werd de A44 bij Kreuz Ratingen-Ost aan de A3 verbonden. Daarmee was de snelweg van Ratingen (A3) tot Düsseldorf Messe en van Lank-Latum tot Mönchengladbach-Ost gereed.
De onderbreking tussen deze twee delen was door de talrijke kunstwerken zeer duur en complex waardoor dit deel pas in 2002 gereed was. De snelweg voert door twee tunnels omdat de weg hier door natuurgebieden gaat evenals de Flughafenbrücke over de Rijn. Dit maar ongeveer 5,9 kilometer lange traject kostte in totaal € 367 miljoen.
Tussen Kreuz Meerbusch en Kreuz Ratingen-Oost vormt de A44 het noordelijke deel van de Düsseldorfer snelwegring. Op dit deel heeft de snelweg in totaal vijf snelwegtunnels die voornamelijk tegen geluidsoverlast en voor natuurbescherming gebouwd zijn.

### Vervolg van de bouw na de Duitse hereniging
Na de Duitse hereniging in 1990 werd het tot dan toe niet gerealiseerde deel Kassel - Eisenach als Verkehrsprojekt Deutsche Einheit (VDE) Nr. 15 de bouw weer opgepakt, omdat de verkeerstromen veranderde en de A44 tussen Dortmund en Kassel nu de snelste verbinding is tussen het Ruhrgebied en de centrum-Duitse economische regio's rond Halle en Leipzig. Net zoals alle VDE-projecten was ook bij het project nr. 15 naast de bouw van de A44 ook de verbreding naar 2x3 rijstroken van de A4 tussen Eisenach en Dresden voorzien en versneld worden uitgevoerd.
Op 6 oktober 2005 kon als eerste een kort trajectdeel van 4,4 kilometer bij Hessisch Lichtenau vrijgegeven worden. Het beschikte over twee tunnels van 280 meter respectievelijk 540 meter, twee dalbruggen en kostte € 89,9 miljoen. Op 24 juli 2014 werd het trajectdeel enkele kilometers in westelijke richting verlengd en had daarbij een 700 meter lange tunnel. Van Hessisch Lichtenau tot Helsa bevond zich het traject in westelijke richting in bouw en het zou in 2019 gereed zijn. Het verloopt grotendeels door de 4,2 kilometer lange Tunnel Hirschhagen. Het zou de langste wegtunnel in Hessen en de een na langste in Duitsland worden. De kosten alleen hiervoor werden rond de € 247 miljoen geraamd.
Op 5 december 2005 werd de Bundesstraße 227 als verlenging van het snelwegeinde bij Velbert-Langenberg naar Essen-Kupferdreh geopend. Dit € 32,6 miljoen dure en 3,5 kilometer lange trajectdeel werd op 1 januari 2010 aansluitend opgewaardeerd tot A44. Tussen Ratingen en Velbert bevindt zich de onderbreking voor het 9,3 kilometer lange traject sinds 26 april 2010 in bouw.

## Bouwvoornemens en plannen

### Trajectdeel Kreuz Ratingen-Ost - Velbert

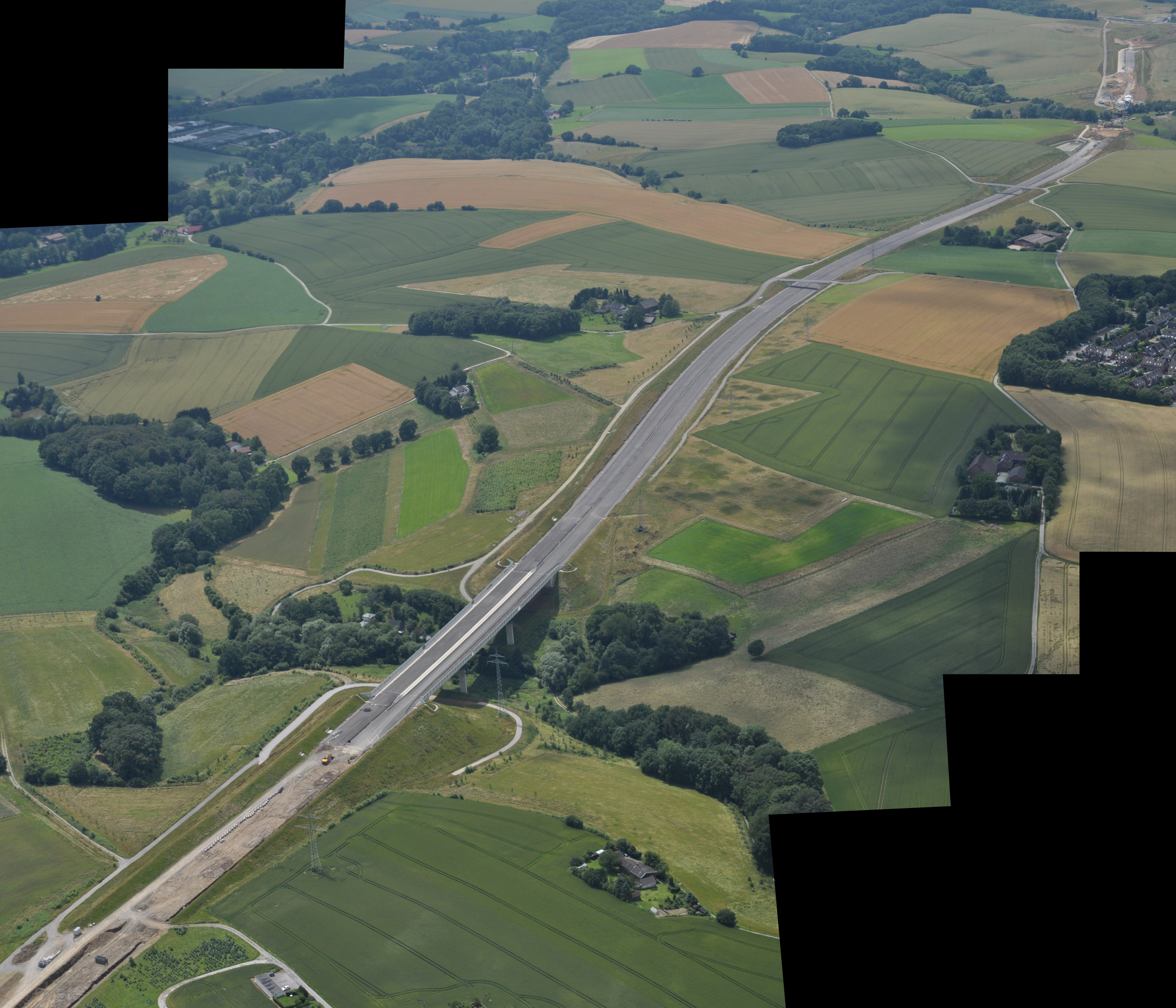
De in aanbouw zijnde A44 bij Velbert, 26 juni 2016. Blik van het noordoosten naar het zuidwesten.

Het tracébesluit voor het trajectdeel Kreuz Ratingen-Ost - Velbert werd op 21 februari 2007 vastgesteld. Echter kon tot 26 april 2010 nog niet met de werkzaamheden begonnen worden, omdat bij de federale bestuursrechter in Leipzig nog beroepsprocedures tegen het tracébesluit liepen. Op 18 maart 2009 besloot de rechtbank uiteindelijk dat het tracébesluit "onwettig en niet uitvoerbaar" is. Voor de in totaal tien zienswijzen had één zienswijze gevolg. Hierdoor moet een zogenaamde "aanvullende procedure" deze fout corrigeren. Volgens de uitspraak van de bestuursrechter was tegen de eigenlijke plannen van de snelwegbouw niets aan te merken. De landeigenaren en eigenaren van grondstukken voor woningen, die de tien zienswijzen vormden, hadden kritiek geuit op de geluidsreductiemaatregelen en de schending van de bescherming van de diersoorten. Deze beroepen werden echter allemaal afgewezen. Aan de andere kant was een succesvol beroep van een boer, wiens grond gebruikt zou worden als compensatiegrond voor natuurbehoud. Vanwege de geplande onteigening zag hij zijn bestaan als boer bedreigd. Hierdoor kwam de federale bestuursrechter tot het besluit dat onvoldoende uitgerekend of onderzocht is of de maatregel evenredig is. Met de boer werd in de tussentijd een overeenkomst bereikt.
Op het geplande tien kilometer lange trajectdeel moesten geluidsreductiemaatregelen evenals in totaal elf bruggen gebouwd worden, waarvan vijf dalbruggen. De Bond draagt de bouwkosten van rond de € 222 miljoen. Dit trajectdeel zal de B227 van Heiligenhaus via Ratingen-Hösel tot Kreuz Breitscheid evenals de L422 in de omgeving van de dorpspassage van Ratingen-Homberg ontlasten. De oorspronkelijk voor eind 2009 geplande bouwstart werd door financieringsproblemen naar april 2010 verschoven, de eerste schop ging op 26 april 2010 in de grond. Voor de bouw van een brug in kader van de ongelijkvloerse kruising van de A44 met de L156 (Ratinger Straße) ter hoogte van de voormalige Gutes Neuenhof werd vanaf medio 2010 een omleiding om het bouwterrein voor het verkeer in de Ratinger Straße ingericht en met de werkzaamheden begonnen. De brug is sinds begin 2012 gereed, een vrijgave van het verkeer volgde begin 2015.
In juni 2018 werd het oostelijke trajectdeel van de A44 tussen aansluiting Heiligenhaus-Hetterscheid en de nieuwe aansluiting Heiligenhaus in de buurt van de grens met Ratingen geopend. Op het nieuwe trajectdeel werden zes bruggen gebouwd, waaronder de dalbrug Gaslandsiepen met een lengte van 194 meter evenals de dalbrug Laubecker Bach met 206 meter lengte. De bouw van het trajectdeel kostte rond de € 110 miljoen. Door de bouw van het trajectdeel werd de stadskern van Heiligenhaus van het verkeer tussen Velbert en Ratingen evenals de snelwegen A3, A44 richting Mönchengladbach, A52 en A524 ontlast. Voor het trajectdeel tussen Kreuz Ratingen-Ost en aansluiting Heiligenhaus moet nog worden omgereden via Heiligenhaus-Unterilp, Ratingen-Hösel, Ratingen-Lintorf en Ratingen-Breitscheid evenals via de A3.
Het tweede, westelijke trajectdeel tussen aansluiting Heiligenhaus en Kreuz Ratingen-Ost bevindt zich onder leiding van DEGES in bouw, waarbij de opening in 2022 verwacht wordt. Op dit trajectdeel begon de bouw met de dalbrug over de Angerbach in september 2016. Een aanvullend tracébesluit omvatte de opname van regenwater die op de weg valt, onder andere door het aanleggen van retentiebekken. Door deze aanpassing in het tracébesluit kon de bouw van de snelweg ten westen van de Angertalbrücke nog niet beginnen. Verwacht wordt dat eind 2019 met de bouw van de snelweg gestart kan worden.

### A448

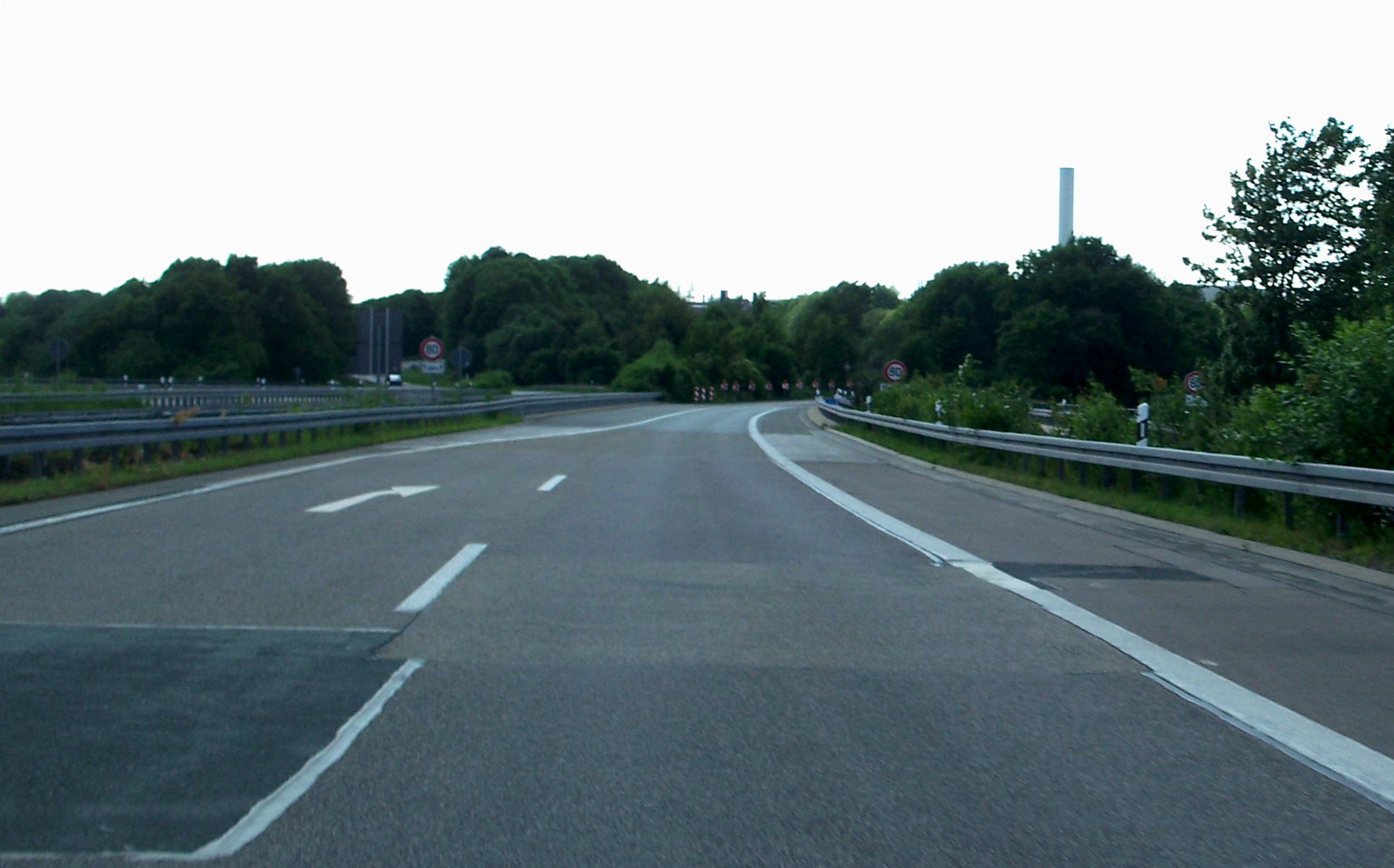
Einde van de toenmalige A44 in Bochum voor de bouw van de "Opel-Querspange". (2010)

De zogenaamde "Bochumer oplossing" voorziet naast de verbreding van de A40, de Bochumer stadssnelweg Bochumer Ring via een nieuw snelwegstuk ("Opel-Querspange" genoemd) eind 2019/begin 2020 de A45 in het westen van Dortmund met de A40 in het westen van Bochum direct met elkaar te verbinden om de A40 in het noorden van Bochum te ontlasten. Het trajectdeel van de A44 in Witten is daardoor sinds 1 januari 2017 omgenummerd tot A448.
Een deel van de ring van Bochum tussen de Universitätsstraße en het nieuwe Dreieck Bochum-West werd tot 2015 tot A448 omgebouwd. Met een officieel persmoment bij de bouwplaats voor een brug begon op 30 oktober 2012 de werkzaamheden aan de nieuw te bouwen 2,3 kilometer lange trajectdeel.

### Verbreding naar 2x3 rijstroken tussen Dortmund en Werl
Het westelijke deel van het trajectdeel Dortmund - Werl zal de A40 (over het tracé van de huidige B1) van Dortmund tot de A44 bij Unna verlengd worden. In het oostelijke deel zal de A44 verbreed worden.
De A44 kent op dit trajectdeel hoge verkeerintensiteiten vooral door de overbelasting van Kamener Kreuz (A1 - A2) en de A2 tussen Keulen en Hannover. De geplande verlenging naar Herleshausen en de verlenging van de A40 tot Kreuz Dortmund/Unna zal voor een verdere toename van het verkeer zorgen. Alleen in 2008 waren tussen Werl en Unna al 610 files gemeten. Daardoor zal op dit trajectdeel de A44 verbreed worden naar 2x3 rijstroken. De bouw is gepland in drie delen.
Het eerste bouwdeel ligt tussen Dortmund en Kreuz Dortmund/Unna en is momenteel onderdeel van de B1. Hier zal de verlengde A40 (stadsdoorkruising Dortmund) aan Kreuz Dortmund/Unna en de A44 richting het oosten aangesloten worden. Het tracébesluit voor dit deel werd op 7 juni 2016 vastgesteld. De voorlopige plannen omvatten ook de extra aansluiting Holzwickede-Ost (t.h.v. Oelfpad). De verbreding van de huidige 2x2 rijstroken tellende B1 tot snelweg werd op 6 augustus 2018 op het trajectdeel van de Aplerbecker Straße tot de Nordstraße met de nieuwbouw van de brug bij aansluiting Sölde begonnen.
Het volgende deel omvat het Kreuz Dortmund/Unna en het traject tot de aansluiting Unna-Ost. Het procedures voor de verbreding van dit deel werd in 2016 door de wegbeheerder Straßen.NRW gestart. De documenten werden op 28 oktober 2016 gepubliceerd, inspraak was tot 14 december 2016 mogelijk geweest.
Het laatste deel loopt tot Kreuz Werl, waar de A445 richting het Sauerland afbuigt. Tussen Unna en Werl zou de verbreding oorspronkelijk in 2014 beginnen en had drie jaar kunnen duren. Drie bruggen moesten voor structurele redenen afgebroken en opnieuw gebouwd worden. Het ging om de rond de 40 jaar oude Bornekampbrücke, Bimbergtalbrücke en de snelwegbrug bij Unna-Kessebüren. Het Bondsministerie voor Verkeer en digitale Intrastructuur had het trajectdeel van Unna-Ost tot Werl in het Bundesverkehrswegeplan 2030 afgewaardeerd naar lage prioriteit met planningsrecht.

### Verlenging Kassel - Herleshausen

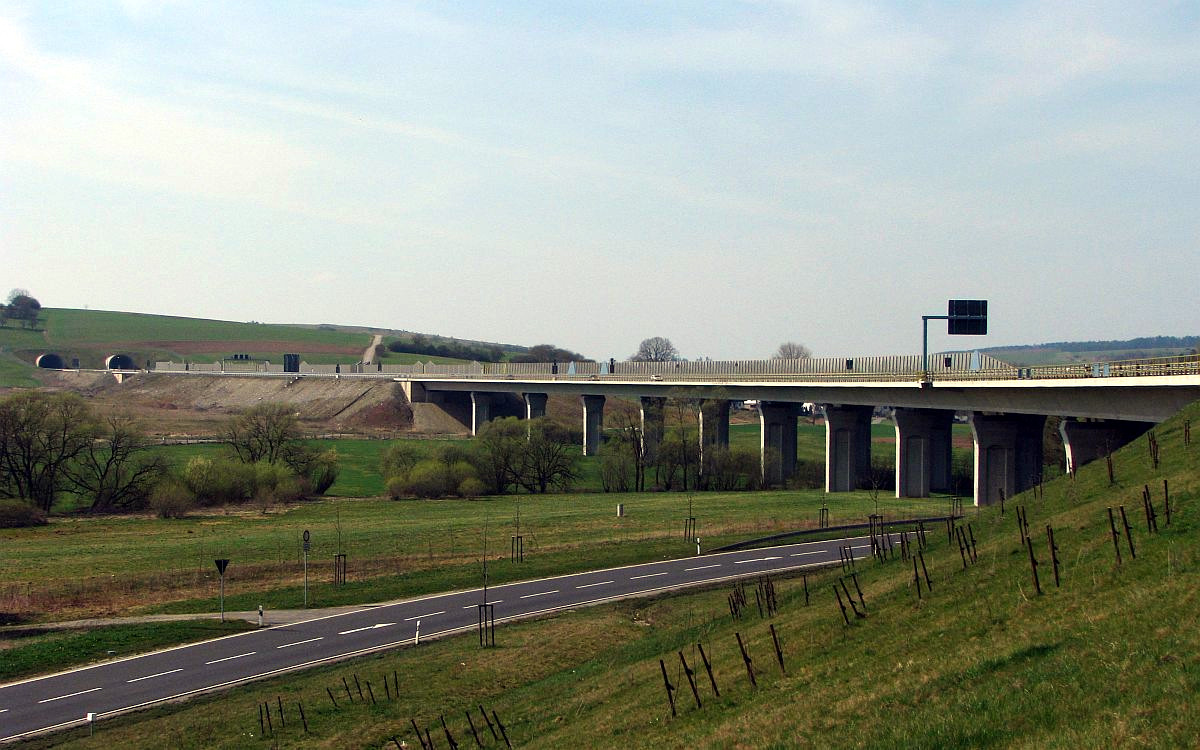
Wehretalbrücke bij Walburg, op de voorgrond de B7. (2009)

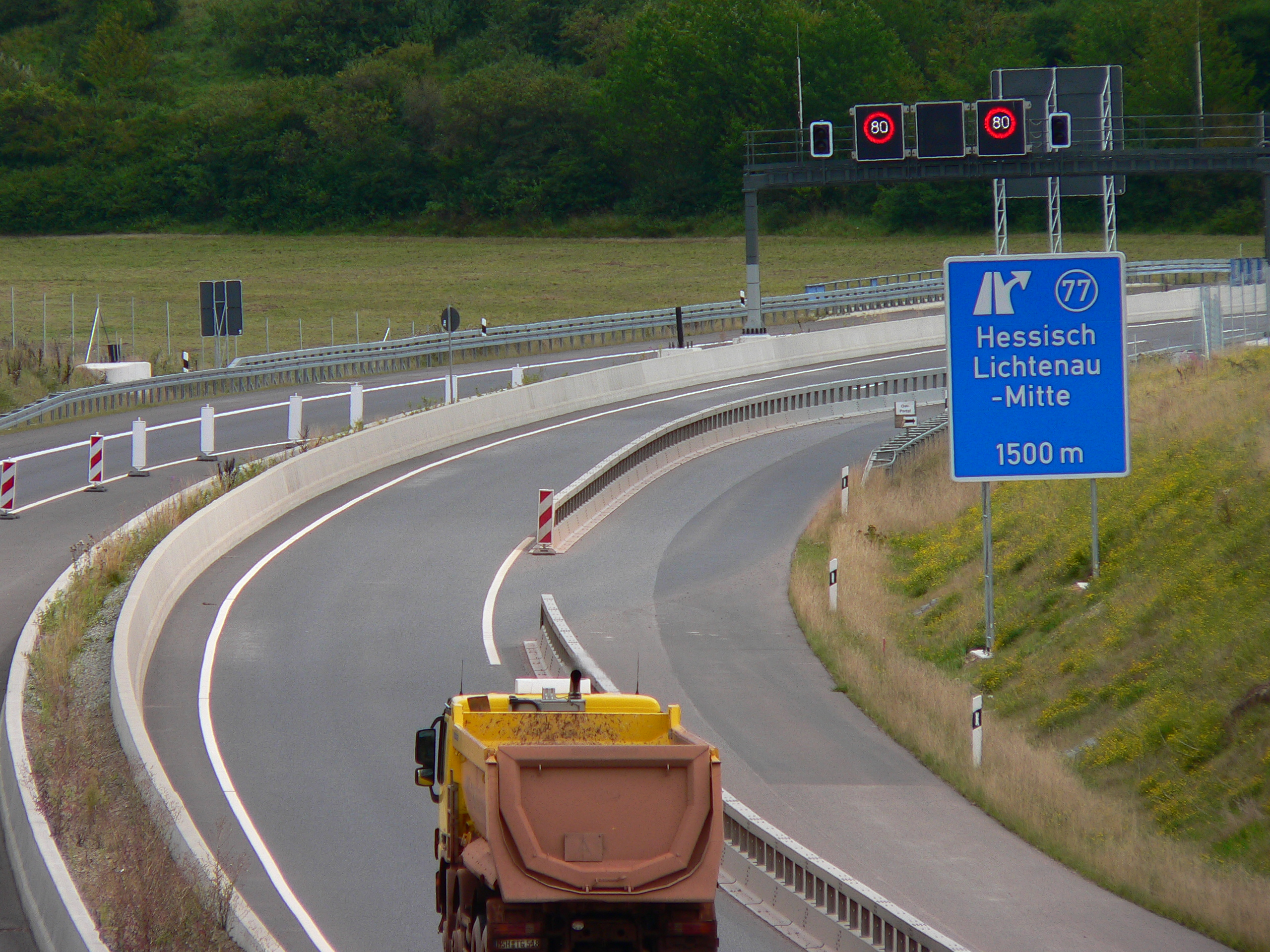
A44 nabij aansluiting Hessisch Lichtenau-West. (2014)

Het traject Kassel - Herleshausen was onderdeel van het in 1971 vastgestelde wegenplan voor de bouw van federale wegen in de periode 1971 tot 1985. In de eerste wijziging van het wegenplan voor de periode 1971 tot 1985, vastgesteld op 5 augustus 1976, kreeg het tracé een lage prioriteit. Met de tweede wijziging van het wegenplan voor de periode 1971 tot 1985, werden deze plannen geschrapt. Wat overbleef was het nieuwbouwproject met twee rijstroken, de B7n tussen Oetmannshausen en Herleshausen. In 1986 werd met de derde wijziging van het wegenplan, vastgesteld op 21 april 1986, ook dit plan geschrapt. Met de opening van de Duits-Duitse grens in 1989 en de Duitse hereniging ontstond het acute probleem van het ontbrekende deel op de lijn Ruhrgebied - Kassel - Eisenach - Erfurt - Chemnitz - Dresden - Görlitz. Daarom werd de onderbreking in 1991 toegevoegd als Verkehrsprojekt Deutsche Einheit Nr. 15.
Terwijl de andere wegenprojecten van de Verkehrsprojekte Deutsche Einheit snel werden gerealiseerd, verliepen de planningen tussen Kassel en Eisenach moeilijk. Als gevolg van de onderzoeken naar het tracé werden de vooroorlogse plannen verworpen. Zo zal de toekomstige snelweg niet door de Söhre, maar bijvoorbeeld door het Losse- en Wehredal lopen, zo dat de in 1936 al begonnen bouw aan de snelweg en bruggen in de bossen als bouwmonumenten overbleven. Een burgerinitiatief pleitte voor een ander, wezenlijk gelijk aan het vooroorlogse geplande tracé. Daarnaast streed de Bund für Unwelt und Naturschutz Deutschland e. V. (BUND) tegen de bouw van de A44. De start van de losse trajectdelen vertraagde door rechtszaken en noodzakelijke nabewerkingen, zodat in 2014 alleen een kort stuk bij Hessisch Lichtenau (in feite een randweg) voor het verkeer werd vrijgegeven.
De verlenging van de A44 wordt over de in totaal 69,42 kilometer lange in elf deeltrajecten, Verkehrskosteneinheiten (VKE) genaamd, enerzijds door "Hessen Mobil Kassel" (trajectdelen Kassel - Waldkappel; 39,72 km; zeven VKE: VKE 01 tot 33) anderzijds door "Hessel Mobil Eschwege" (trajectdeel Waldkappel - Herleshausen; 29,7 km; vier VKE: VKE 40.1 tot 60) gepland. Daarbij hoort ook het trajectdeel VKE 01 (verbreding van het gemeenschappelijke deel van de A7 en A44 naar 2x4 rijstroken). Voor het nieuwbouwtraject is het bijzondere dwarsprofiel 27 (normaal 31) voorzien, met twee 3,5 meter brede rijstroken (normaal 3,75 m) en een 2,5 meter brede vluchtstrook voor elke rijbaan (normaal 3,00 m). Onder andere zijn 13 nieuwe tunnels met een totale lengte van 14 kilometer gepland, zodat de A44 in totaal 21 kilometer aan tunnels heeft (zie ook de onderstaande paragraaf Tunnel).
| Nr.    | VKE    | Trajectdeel                                                               | Status                                                   | Lengte (km) | Kosten (miljoen €) |
| ------ | ------ | ------------------------------------------------------------------------- | -------------------------------------------------------- | ----------- | ------------------ |
| 1      | 01     | Dreieck Kassel-Süd (A7) - Dreieck Kassel-Ost (A7)                         | in bouw (sinds 2010 tot ca. 2022)                        | 6,20        | 63                 |
| 2      | 11     | Dreieck Kassel-Ost (A7) - aansl. Helsa-Ost                                | in planvaststelling (sinds medio 2016)                   | 11,34       | 224                |
| 3      | 12     | aansl. Helsa-Ost - aansl. Hessisch Lichtenau-West                         | in bouw (sinds 25 mei 2010/31 jan. 2014 tot ca. 2020)    | 5,94        | 324                |
| 4      | 20     | aansl. Hessisch Lintenau-West (76) - aansl. Hessisch Lichtenau-Mitte (77) | gereed (bouwstart: 11 apr. 2008, vrijgave: 24 jul. 2014) | 2,23        | 85                 |
| 5      | 31     | aansl. Hessisch Lichtenau-Mitte (77) - aansl. Hessisch Lichtenau-Ost (78) | gereed (vrijgave: 6 okt. 2005)                           | 4,37        | 84                 |
| 6      | 32     | aansl. Hessisch Lichtenau-Ost (78) - Waldkappel-Hasselbach                | gereed (bouwstart: 24 sep. 2010, vrijgave: 13 apr. 2018) | 4,34        | 141                |
| 7      | 33     | Waldkappel-Hasselbach - aansl. Waldkappel (79)                            | gereed (bouwstart: 22 maa. 2011, vrijgave: 13 apr. 2018) | 6,06        | 79                 |
| 8      | 40.1   | aansl. Waldkappel (79) - aansl. Ringgau                                   | in bouw (sinds okt. 2014 tot ca. 2020)                   | 7,20        | 223                |
| 9      | 40.2   | aansl. Ringgau - aansl. Sontra-West                                       | in bouw (sinds feb. 2017 tot ca. 2022)                   | 5,4         | 159                |
| 10     | 50     | aansl. Sontra-West - Talbrücke Riedmühle                                  | in bouw (sinds 3 jun. 2018 tot ca. 2023)                 | 7,7         | 178                |
| 11     | 50     | Talbrücke Riedmühle-West - aansl. Ulfen                                   | in bouw (sinds 18 aug. 2017 tot ca. 2022)                | 3,3         | 62                 |
| 12     | 60     | aansl. Ulfen - Dreieck Herleshausen-Wommen (A4)                           | in bouw (sinds 18 aug. 2017 tot ca. 2022)                | 5,8         | 75                 |
| Totaal | Totaal | Totaal                                                                    | Totaal                                                   | 69,88       | 1.579              |

In een oordeel van 12 maart 2008 gaf de federale bestuursrechter in Leipzig groen licht voor de bestaande plannen van het trajectdeel VKE 20 en besloot hiermee in het voordeel van de deelstaat Hessen en tegen de milieuvereniging BUND, die de doorsnijding van het ecologisch waardevolle Lichtenauer hoogland door het tracé bekritiseerde en het € 1,2 miljard dure project daardoor probeerde te voorkomen.
Op 31 oktober 2008 stopte de federale bestuursrechter de bouw van de A44 op bouwdeel VKE 32. In de uitspraak beschreef de rechter het "opschortende effect" van een rechtszaak door de Hessische afdeling van de milieuvereniging BUND. Daarmee kon tussen Hessisch Lichtenau-Ost en Waldkappel-Hasselbach de bouw niet worden gestart. Het Ministerie van Economische Zaken in Wiesbaden zag dit besluit alleen als een uitstel van de werkzaamheden, echter niet het einde van de bouw. Het besluit volgde op 14 april 2010. De rechter verklaarde dat de bescherming van het milieu voor dit trajectdeel voldoende is meegenomen. Hierdoor kon met de bouw van dit trajectdeel begonnen worden. Dit 11 kilometer lange trajectdeel werd op 13 april 2018 geopend.
De milieubeschermingsmaatregelen zijn bij de bouw van de A44 in hele verschillende aspecten uitgevoerd. Zo gaat het van eenvoudige maatregelen, bijvoorbeeld het afschermen van beekjes zodat deze niet beïnvloed worden door de bouwwerkzaamheden tot omvangrijke bouwmaatregelingen in VKE 33, zoals het verleggen van de B7 om geluidsschermen te kunnen installeren of het bouwen van meerdere ecoducten om het wild veilig de snelweg te kunnen laten oversteken. De ecoducten hebben ook als functie om de irritatie te verlagen, zodat bijvoorbeeld vleermuizen de snelweg kunnen overvliegen zonder gestoord te worden door het licht van voorbij rijdende auto's.

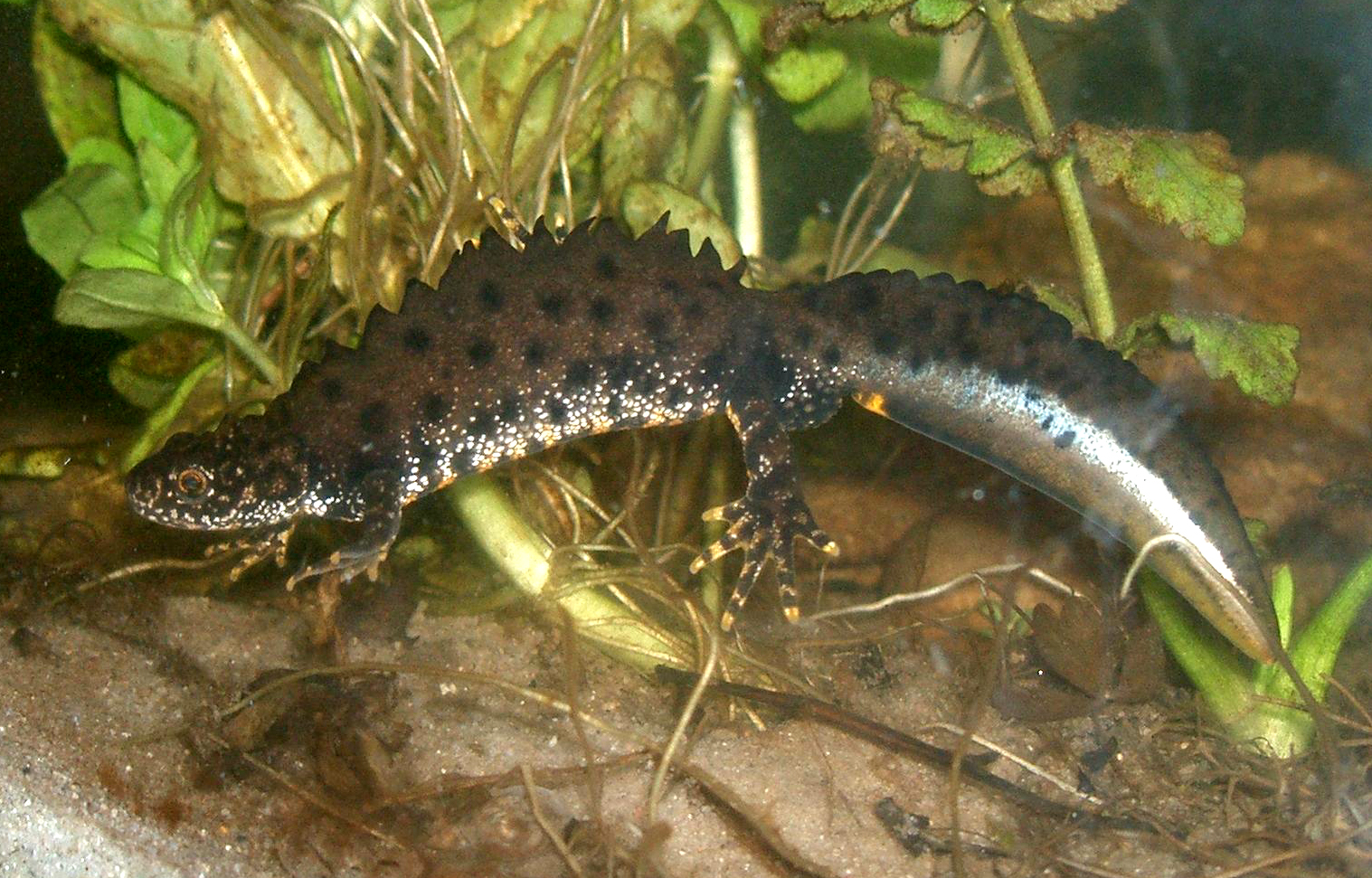
Om de schade aan het leefgebied van de kamsalamander (Triturus cristatus) te verminderen waren extra investeringen ter hoogte van €50 miljoen noodzakelijk.

In september 2009 deelde de toenmalige verkeersminister van Hessen, Dieter Posch, in kader van een locatiebezoek mee, dat de deelstaatregering het jaar 2016 als doel heeft om de A44 compleet te hebben tussen Kassel en Herleshausen. Van de in totaal 64 kilometer snelweg tot Wommen (Herleshausen) was toen maar zes kilometer gereed. Met de geschatte kosten van € 1,5 miljard wordt het een van de duurste snelwegen ter wereld gerekend per kilometer (ongeveer € 22,5 miljoen per kilometer).
Op 3 augustus 2010 werd bekend dat voor het 6 kilometer lange deel tussen Helsa en Hessisch Lichtenau in Noord-Hessen duurder wordt. Oorspronkelijk was van € 241 miljoen uitgegaan, omdat een groot deel van het traject in een tunnel komt te liggen. Door de besmering van het leefgebied van de kamsalamander werd nog een kilometer extra ondertunneld. De meerkosten die hieraan verbonden zijn is € 50 miljoen.
De Hessische afdeling van de milieuvereniging BUND bleef met zijn beroep tegen de bouw van het deeltraject tussen Waldkappel en Hoheneichen tot de laatste instantie niet succesvol. De federale bestuursrechter volgde in zijn oordeel van 28 maart 2013 de bezwaren tegen de milieumaatregelen niet, die tegen het verkeersproject ingebracht waren. Het vastgestelde tracé stond niet in tegenspraak met de beschermingsmaatregelen van de betreffende natuurgebieden die geraakt werden door de bouw. De beschermde soorten zoals de kamsalamander, geelbuikvuurpad, twee vleermuis- en spechtsoorten evenals bijzondere bosecosystemen (beuken-verbond) stonden in het middelpunt van de overwegingen van de rechtbank. Een onverenigbaarheid met de plannen kon de rechter niet erkennen. De te verwachten effecten op het milieu stonden tegenover de dwingende verkeersbehoeften, die uiteindelijk zwaarder wogen. De plannen waren in overeenstemming met de soortenbeschermingswet, oordeelde de rechter.
Door de bouw van de verlenging Kassel - Herleshausen ontstaan er twee nieuwe knooppunten:
- oostelijk van Kassel in het Lossedal het knooppunt Dreieck Kassel-Ost. Hier buigt de A44 vanaf het gemeenschappelijke gedeelte met de A4 richting het oosten af. De huidige aansluiting Kassel-Ost, welke de snelweg met de B7 (Leipziger Straße) verbindt, zal hiervoor gebruikt worden. In plaats daarvan wordt voor de B7 aan de nieuwe A44-tracé ongeveer 2 kilometer verder zuidoostelijk tussen de Kasselse stadsdelen Niederkaufungen en Papierfabrik een nieuwe aansluiting gebouwd;[49]
- westnoordwestelijk van Herleshausen in het Werradal het knooppunt Dreieck Wommen of Wommener Dreieck. Hier sluit de A44 op de A4 aan.

### Verbreding naar 2x3 rijstroken in Willich
Gepland is de snelweg van Kreuz Neersen (22) tot aansluiting Forstwald (24) van 2x2 rijstroken naar 2x3 rijstroken te verbreden. Als dit plan wordt gerealiseerd moeten vier kunstwerken compleet opnieuw gebouwd worden. Dit kan leiden tot enorme beperkingen voor het autoverkeer tussen de dorpen Neersen en Schiefbahn omdat beide dorpen alleen met twee bruggen met elkaar verbonden zijn. In het Bundesverkehrswegeplan 2030 is de verbreding naar 2x3 rijstroken tussen Kreuz Neersen en Kreuz Meerbosch over 13,6 kilometer opgenomen. Echter alleen met een lage prioriteit zonder planningsrecht, waardoor een bouwstart voor 2030 uiterst onrealistisch is.

## Onderbrekingen die niet meer gesloten worden

### Oostelijke randweg Mönchengladbach
Terwijl het oostelijke tangent in het stadsgebied van Mönchengladbach in de tweede wijziging van het federale wegenplan voor de periode van 1971 tot 1985, vastgesteld op 25 augustus 1980, nog een prioriteitsniveau van I had, werd het plan in de derde wijziging van 21 april 1986 met een lage prioriteit opgenomen. In het Bundesverkehrswegeplan 2003 was het oostelijke tangent niet meer opgenomen en ook in het wegenplan van 2016 (Bundesverkehrswegeplan 2030) was dit plan niet terug te vinden. Rede voor de vertraagde realisering is dat het geplande tracé midden door het natuurgebied Volksgarten-Bungtwald in de directe nabijheid van Schloss Rheydt zou lopen, welke de bouw van zeer dure beschermingsbouwwerken zoals een tunnel en keerwanden noodzakelijk maakte. Omdat voor Landesstraße lagere eisen worden gesteld aan de beschermingsmaatregelen dan bij autosnelwegen, wordt als overgangsoplossing een gefaseerde realisering van het oosttangent als ondergeschikte Landesstraße nagestreefd. Het zuidelijke deel van de K3 nabij Schloss Rheydt tot de aansluiting Mönchengladbach-Odenkirchen bevindt zich in het wegenplan van de deelstaat Noordrijn-Westfalen als Landesstraße 19 met een hoge prioriteit en zal vooral de zuidoostelijke stadsdelen van Mönchengaldbach ontlasten.

### Velbert - Bochum
Als vervanging voor deze directe verbinding van Velbert tot de ring van Bochum is besloten de A44 te verlengen van Velbert tot het zuidoosten van Essen en via de A40 met de ring van Bochum (A448) te verbinden.
De oorspronkelijke plannen voorzagen dat oostelijk van de huidige aansluiting Langenberg de aansluiting met de B227 naar Essen-Kupferdreh op de A44 zou volgen. Dan zou de A44 zuidoostelijk van Bauerschaft Dilldorf respectievelijk Essen-Kupferdreh, Essen-Byfang voorbij, tussen Essen-Burgaltendorf en Niederwenigern, langs Bochum-Dahlhausen, -Linden en -Weitmar tot de Oviedo-Ring (nu A448) westelijk van de aansluiting Bochum-Süd (toen: Bochum-Königsallee) gevoerd worden.
Het trajectdeel was in het wegenplan van 1971 voor de bouw van federale wegen voor de periode 1971 tot 1985 opgenomen. De eerste wijziging van het wegenplan voor de periode 1971 tot 1985, vastgesteld op 5 augustus 1976, kreeg het trajectdeel het prioriteitsniveau Ib. Eind jaren 70 kwam er tegenstand tegen de bouw van de DüBoDo, een afkorting voor het A44-tracé die de steden Düsseldorf, Bochum en Dortmund in het Ruhrgebied verbinden zou. Daardoor werd de verbinding met de tweede wijziging van het wegenplan voor de periode 1971 tot 1985, vastgesteld op 25 augustus 1980, zonder vervanging geschrapt. De derde wijziging van het wegenplan, vastgesteld op 21 april 1986, werd het traject weer opgenomen met een lage prioriteit. Na de val van de muur en de Duitse hereniging won het plan voor de ontlasting van het Ruhrgebied aan betekenis. In de vierde wijziging van het wegenplan, vastgesteld op 15 november 1993, werd het gehele trajectdeel tussen Ratingen via Velbert naar Bochum met een hoge prioriteit opgenomen.
Tegen de bouw van het trajectdeel DüBoDo werden meerdere burgerinitiatieven actief. Waaronder het burgerinitiatief Hattingen/Essen gegen die DÜBODO (2012 opgeheven) en Bochum gegen die DüBoDo. Na protesten van tegenstanders tegen de snelwegbouw werd onder de rood-groene regeringscoalitie in de Landdag van Noordrijn-Westfalen evenals in de Bondsdag het trajectdeel tussen Velbert en Bochum niet in het tot 2015 geldende Bundesverkehrswegeplan 2003 opgenomen. Sindsdien wordt de verbreding van B227 tussen Essen-Kupferdreh en Essen-Bergerhausen nagestreefd. Het verkeer zal daardoor tussen Velbert en Bochum via de B227, A52 en A40 geleid worden. Daarbij werd op 1 januari 2010 de A44 door opwaardering van de toenmalige B227 tussen Velbert-Langenberg en Essen-Heisingen richting het noorden verlengd. Als lage prioriteit met planningsrecht is in het wegenplan van eind 2016 (Bundesverkehrswegeplan 2030) de bouw van de Ruhralleetunnel voor de aansluiting van de A44 op de A52 in Essen opgenomen.

### Trajectdeel Witten - Dortmund - Unna
Na de in 1971 in kracht getreden wegenplan voor de bouw van federale wegen in de periode 1971 tot 1985 zou de snelweg vanaf Kreuz Dortmund/Unna zuidelijk van Dortmund-Hombruch en noordelijk van Kichhörde, vervolgens parallel aan de L661 noordelijk van Lücklemberg (B54) en Wellinghofen evenals zuidelijk van Hörde, noordelijk van Berghofen (B236), zuidelijk van Aplerbeck, Sölde, Holzwickede, Billmerich, Unna-Süd (A443/B233) naar het tracé Dortmund - Kassel in de omgeving van Siddinghausen en Ostbüren verlopen.
De eerste wijziging van het wegenplan voor de periode 1971 tot 1985, vastgesteld op 5 augustus 1976, leidde tot het schrappen van het A44-plan tussen Unna-Süd en Siddinghausen. In plaats daarvan zou de A44 over het latere tracé van de A443 respectievelijk B233 naar Kreuz Unna-Ost verlopen. De tweede wijziging van het wegenplan voor de periode 1971 tot 1985, vastgesteld op 25 augustus 1980, waarbij de opsteller parallelle plannen schrapte, werd ook dit trajectdeel van de DüBoDo in het zuiden van Dortmund niet meer opgenomen. Ook na de derde wijziging van het wegenplan, vastgesteld op 21 april 1986, veranderde hier niets aan.
Met de politieke omwenteling van de DDR in 1989 en de Duitse hereniging in 1990 werden ook de gevolgen van de gestegen oost-westverkeer voor het Ruhrgebied bediscussieerd. De vierde wijziging van het wegenplan, vastgesteld op 15 november 1993, werd met een lage prioriteit het traject van Kreuz Dortmund/Witten tot een knooppunt met de A1 bij Holzwickede door het zuiden van Dortmund opgenomen.
Het traject is wederom niet in het tot 2015 geldende Bundesverkehrswegeplan 2003 opgenomen, ook niet in het recentere Bundesverkehrswegeplan 2030. In plaats daarvan is de langlopende verlenging van de A40 (deels opwaardering van de B1) van Dortmund tot A44 bij Unna voorzien.

## Afbraak en herbouw door bruinkoolwinning
In het winningsgebied van de bruinkoolmijn Garzweiler II lag een deel van de A44. De A44 tussen Kreuz Jackerath en Kreuz Holz werd begin november 2005 wegens de uitbreidingszucht van de mijn ten slotte uit het officiële netwerkplan geschrapt.
Dit trajectdeel was hierdoor geen Bundesautobahn meer en werd samen met aansluiting Otzenrath op 14 oktober 2005 voor het verkeer afgesloten. Hiervoor werd de A61 tussen Kreuz Mönchengladbach-Wanlo en Jackerath naar 2x3 rijstroken verbreed. Eveneens werd in Kreuz Mönchengladbach-Wanlo de verbindingen van en naar A46 naar twee rijstroken uitgebreid, waarvoor dit knooppunt uitvoering werd verbouwd. Voor de vervallen aansluiting Otzenrath werd de nieuwe aansluiting Mönchengladbach-Wanlo gebouwd.
Na de langzame uitbreiding van de bruinkoolmijn richting het westen werd vanaf 30 mei 2012 gebouwd van Kreuz Holz, oostelijk van het oude verloop, een nieuw 2x3 rijstroken tellend tracé van de A44 tot het nieuw gebouwde Dreieck Jackerath (zuidelijk van het toenmalige Dreieck Jackerath). De A44 werd op 1 juli 2018 richting het noorden en op 29 augustus 2018 richting het zuiden voor het verkeer vrijgegeven. Aansluitend is ongeveer tegelijkertijd (1 juli 2018 richting noorden en 3 september 2018 richting zuiden) de A61 tussen de nieuwe Dreieck Jackerath en Dreieck Wanlo afgesloten en afgebroken, om ook bruinkoolwinning hier mogelijk te maken. Na de recultivering van de dagbouwmijn zal de A61 opnieuw worden herbouwd en in 2035 heropend worden.
De kosten van het totale project (afbraak en nieuwbouw A44 inclusief nieuwbouw zuidelijk van Dreieck Jackerath, verbreding van de nu gesloopte A61 naar 2x3 rijstroken, verbreding van de A46 naar 2x3 rijstroken, ombouw van het huidige Dreieck Wanlo, ombouw van Kreuz Holz en de nieuwbouw van Dreieck Jackerath) werden ter hoogte van ongeveer € 120 miljoen door de RWE-dochteronderneming RWE Power gedragen. De Bond betaalde nog een verdere € 6 miljoen.

## Bijzonderheden

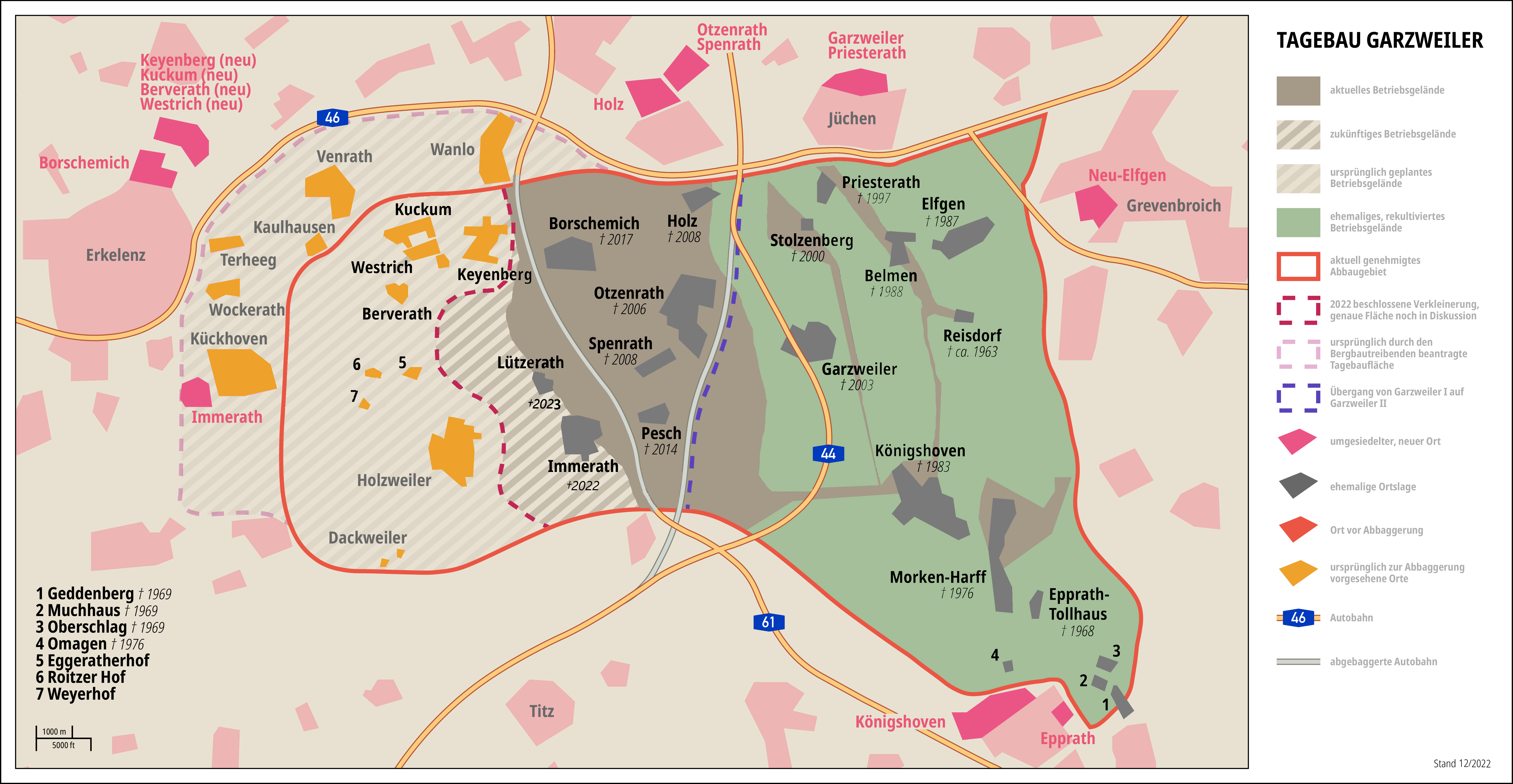
De geplande uitbreiding van de bruinkoolmijn Garzweiler II.

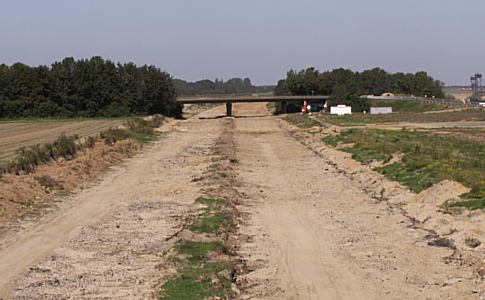
Afgebroken A44 bij Dreieck Jackerath, september 2006.

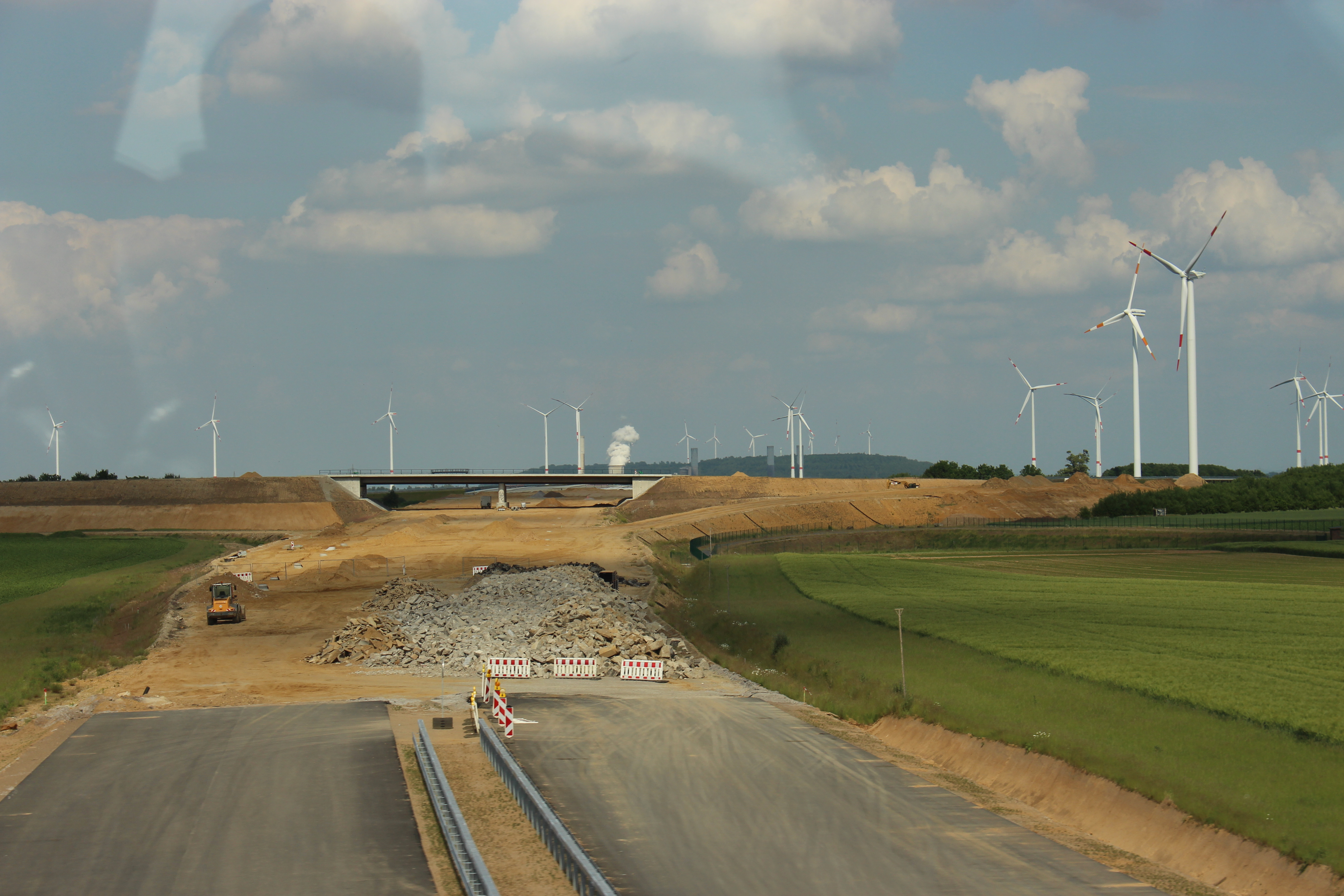
Herbouw van de A44 in mei 2014. (2017)

Tussen grensovergang Lichtenbusch (België) en Kreuz Aachen is de A44 onderdeel van de Europese weg 40 en van Kreuz Dortmund/Unna tot Dreieck Kassel-Süd onderdeel van de Europese weg 331.
Van 13 februari 2010 tot en met 15 februari 2010 werd de A44 tussen de aansluitingen Erwitte/Anröchte (58) en Diemelstadt (64) over een lengte van ongeveer 52 kilometer richting Kassel afgesloten. De reden daarvoor was zware sneeuwval, waardoor de snelweg in een grote ijsbaan veranderde. Het betreffende steunpunt had op dat moment geen strooizout meer in huis en was hierdoor niet in staat om de ijslaag van de snelweg te halen.
Een 6 kilometer lange bouwplaats tussen de aansluitingen Soest en Werl (beide zijden) baarde in 2015 voor opzien: het bouwbedrijf, dat de aanbesteding gewonnen had, ging failliet zodat het werk opnieuw aanbesteed moest worden. Tijdens de aanbestedingstijd bleef de bouwplaats zonder werkzaamheden bestaan, omdat de afbraak en het opnieuw opbouwen minsten € 80.000 zou kosten. Tijdens deze tijd bleef ook de nieuwe aansluiting Werl-Süd gesloten en de maximumsnelheid van 60 km/h zorgde voor talrijke files.

## Tunnels
De volgende tunnels bevinden zich in de A44 of zijn in aanbouw of gepland:
| Nr. | Naam                        | Lengte (Aken → Herleshausen) (m) | Lengte (Herleshausen → Aken) (m) | Ligging (in/onder) (bergen met hoogte in m in NHN)                                                           | Portaal 1                                                                     | Portaal 2                                                                     | Status                                 |
| Nr. | Naam                        | Lengte (Aken → Herleshausen) (m) | Lengte (Herleshausen → Aken) (m) | Ligging (in/onder) (bergen met hoogte in m in NHN)                                                           | nabij plaats tussen knooppunten (AK/AD), aansluitingen (AS) (geo-coördinaten) | nabij plaats tussen knooppunten (AK/AD), aansluitingen (AS) (geo-coördinaten) | Status                                 |
| --- | --------------------------- | -------------------------------- | -------------------------------- | --- | ----------------------------------------------------------------------------- | ----------------------------------------------------------------------------- | -------------------------------------- |
| 1   | Strümp                      | 640                              | 640                              | onder aansl. Lank-Latum met L137 (ex B222)                                                                   | Lank-Latum (AK Meerbusch) (Locatie westportaal)                               | Strümp (AS Düsseldorf-Stockum) (Locatie oostportaal)                          | in gebruik                             |
| 2   | Ilvericher Altrheinschlinge | 870                              | 870                              | onder Ilvericher Altrheinschlinge met Kringsgraben                                                           | Strümp (AS Lank-Latum) (Locatie westnoordwestportaal)                         | Ilverich (AS Düsseldorf-Messe/Arena) (Locatie oostzuidoostportaal)            | in gebruik                             |
| 3   | Düsseldorf-Flughafen        | 1.070                            | 1.070                            | onder een park met aansl. Flughafen Düsseldorf                                                               | Düsseldorf-Lohausen (AS Düsseldorf-Messe/Arena) (Locatie westportaal)         | Düsseldorf-Unterrath (AS Düsseldorf-Flughafen) (Locatie noordoostportaal)     | in gebruik                             |
| 4   | Schwarzbach                 | 150                              | 158                              | A52 (loopt langs het nabijgelegen Schwarzbach)                                                               | Düsseldorf-Lichtenbroich (AK Düsseldorf-Nord) (Locatie noordnoordwestportaal) | Ratingen (AK Düsseldorf-Nord) (Locatie zuidzuidoostportaal)                   | in gebruik                             |
| 5   | Reichswaldallee (Volkardey) | 695                              | 725                              | onder park bij de Reichswaldallee                                                                            | Düsseldorf-Rath (AK Düsseldorf-Nord) (Locatie westportaal)                    | Düsseldorf-Rath (AS Ratingen-Schwarzbach) (Locatie oostnoordoostportaal)      | in gebruik (sinds 1991)                |
| 6   | Birth                       | 830                              | 830                              | onder park bij Jahnstraße en straat Grünheide                                                                | Birth (AS Heiligenhaus-Hetterscheidt) (Locatie zuidwestportaal)               | Velbert (AS Velbert-Nord) (Locatie noordportaal)                              | in gebruik                             |
| 7   | Ruhrallee                   | 2.500                            | 2.500                            | onder Ruhrallee en Wuppertaler Straße                                                                        | Essen (AS Essen-Bergerhausen)                                                 | Essen (AS Essen-Bergerhausen)                                                 | in planning                            |
| 8   | Helsa                       | 1.425                            | 1.425                            | in noordoost- en oostflank van de Bielstein (527,8 m)                                                        | Helsa (AS Helsa-West) (Locatie noordnoordwestportaal)                         | Helsa (AS Helsa-Ost) (Locatie zuidportaal)                                    | in planvaststelling (sinds medio 2006) |
| 9   | Hirschhagen                 | 4.204                            | 4.147                            | bijzonder bij Hirschhagen; in zuidzuidoostflank Bielstein, onder Lossedal en in zuidflank Rohrberg (535,6 m) | Eschenstruth (AS Helsa-Ost) (Locatie noordwestportaal)                        | Hessisch Lichtenau (AS Hessisch Lichtenau-West) (Locatie zuidoostportaal)     | in bouw (sinds 9 jun. 2013)            |
| 10  | Schulberg                   | 700                              | 700                              | onder Schulberg (ca. 425 m; Kaufunger Wald)                                                                  | Hessisch Lichtenau (AS Hessisch Lichtenau-West) (Locatie noordwestportaal)    | Friedrichsbrück (AS Hessisch Lichtenau-Mitte) (Locatie zuidoostportaal)       | in gebruik (sinds 24 jul. 2014)        |
| 11  | Walberg                     | 273                              | 284                              | onder Walberg (429,3 m; Stölzinger Gebirge)                                                                  | Hessisch Lichtenau (AS Hessisch Lichtenau-Mitte) (Locatie noordwestportaal)   | Walburg (AS Hessisch Lichtenau-Ost) (Locatie zuidoostportaal)                 | in gebruik (sinds 6 okt. 2005)         |
| 12  | Hopfenberg                  | 543                              | 539                              | onder Hopfenberg (ca. 400 m; Stölzinger Gebirge)                                                             | Walburg (AS Hessisch Lichtenau-Mitte) (Locatie westnoordwestportaal)          | Hollstein (AS Hessisch Lichtenau-Ost) (Locatie oostportaal)                   | in gebruik (sinds 6 okt. 2005)         |
| 13  | Küchen                      | 1.314                            | 1.314                            | in noorden onder Küchen en onder het Stienbachdal                                                            | Küchen (AS Hessisch Lichtenau-Ost) (Locatie noordwestportaal)                 | Küchen (AS Waldkappel) (Locatie zuidoostportaal)                              | in gebruik (sinds 13 apr. 2018)        |
| 14  | Trimberg                    | 573                              | 597                              | onder een verheffing (253,2 m) zuidelijk van Trimberg (332,6 m; Meißnergebiet)                               | Oetmannshausen (AS Waldkappel) (Locatie westzuidwestportaal)                  | Oetsmannhausen (AS Eschwege) (Locatie oostnoordoostportaal)                   | in bouw (sinds 2016)                   |
| 15  | Spitzenberg                 | 626                              | 626                              | onder noordwestflank van de Spitzenberg (422,8 m; Schlierbachswald)                                          | Oetmannshausen (AS Eschwege) (Locatie noordnoordoostportaal)                  | Hoheneiche (AS Ringgau) (Locatie zuidportaal)                                 | in bouw (sinds 2017)                   |
| 16  | Boyneburg                   | 1.714                            | 1.682                            | noordwestelijk van de Boyneburg liggende randweg om Wichmannshausen                                          | Hoheneiche (AS Ringgau) (Locatie noordportaal)                                | Wichmannshausen (AS Sontra-West) (Locatie zuidzuidwestportaal)                | in bouw (sinds 2019)                   |
| 17  | Holstein                    | 1.637                            | 1.647                            | in noordwest-/westflank van de Holstein (462,6 m; Richelsdorfer Gebirge)                                     | Sontra (AS Sontra-West) (Locatie noordnoordwestportaal)                       | Weißenborn (AS Sontra-Ost) (Locatie zuidzuidoostportaal)                      | in bouw (sinds 2019)                   |
| 18  | Bubenrad                    | 686                              | 686                              | in zuidwestflank van de Bubenrad (ca. 430 m; Richelsdorfer Gebirge)                                          | Weißenborn (AS Sontra-Ost) (Locatie noordwestportaal)                         | Lindenau (AS Ulfen) (Locatie zuidoostportaal)                                 | in bouw (sinds 2019)                   |
| 19  | Dachsloch                   | 300                              | 300                              | in Solztrottenwald nabij de Dachslöcher                                                                      | Lindenau (AS Sontra-Ost) (Locatie noordwestportaal)                           | Wölfterode (AS Ulfen) (Locatie zuidoostportaal)                               | in bouw (sinds 2019)                   |
| 20  | Alberberg                   | 270                              | 290                              | tussen de Alberberg en Großer Armsberg, onder B400                                                           | Wölfterode (AS Ulfen) (Locatie westportaal)                                   | Unhausen (AD Wommen) (Locatie oostportaal)                                    | in bouw (sinds 2019)                   |
|     | Totaal:                     | 21.020                           | 21.030                           | |                                                                               |                                                                               |                                        |